# Korporacjonizm
Korporacjonizm (korporatywizm, ang. corporatism, niem. Korporatismus) – doktryna społeczno-gospodarczo-polityczna o charakterze samorządu (stanowego, zawodowego, branżowego), postrzegająca społeczeństwo i państwo jako naturalne i solidarne organizmy (łac. corporatio – zrzeszenie, stowarzyszenie, corpus – ciało). Termin ten nabrał dwojakiego znaczenia; w założeniach pierwotnych (teoretycznych) korporacjonizm integrować ma wszystkie grupy społeczne (warstwy, klasy, branże gospodarcze), godzić ich interesy i tłumić konflikty pomiędzy nimi. Zakłada uspołecznienie procesu decyzyjnego i upaństwowienie interesów branżowych. Doktryna przedstawiana jest jako naturalna alternatywa wobec indywidualistycznego liberalizmu i kolektywistycznego socjalizmu. Dąży do ustanowienia reżimu opartego na korporacjach zorganizowanych pionowo, skupiających tak pracodawców, jak i pracobiorców różnych szczebli oraz inne jednostki działające w tym samym zawodzie, czy też branży, z zachowaniem ich hierarchii (np. wykonawca i podwykonawca). W rolnictwie dopuszcza się także takie o charakterze terytorialnym. Korporacje rozumiane są jako „stany zawodowe”, czyli produkcyjne i nieprodukcyjne instytucje publiczno-prawne, samorządne, lecz uznające zwierzchnią i koordynującą rolę państwa. Istnienie tych stanów może, ale nie musi wykluczać tworzenia zrzeszeń o charakterze klasowym (zorganizowanych poziomo), skupiających tylko przedsiębiorców (organizacje pracodawców) lub tylko robotników (związki zawodowe). Korporacje mają na celu również troskę o sprawy socjalne swych członków, podejmując się w razie potrzeby opieki nad nimi (np. gwarantowane zatrudnienie w czasach kryzysu), ale i będąc uprawnione do nakładania na nich różnych obowiązków i egzekwowania podległości (paternalizm). W zakresie ich kompetencji leży także ogólny rozwój kulturalno-społeczny. Zależnie od koncepcji, przynależność do jakiejkolwiek korporacji może być przymusowa, albo i nie .
W znaczeniu wtórnym termin ten używany jest zamiennie z kapitalizmem państwowym. Korporację tworzy tu całe państwo, a różnice interesów dzielące poszczególne grupy (np. pracodawcy i pracownicy) są niwelowane poprzez negocjowanie stanowisk (korporacjonizm liberalny), bądź też arbitraż ze strony władzy państwowej (autorytarny). Celem państwa-korporacji jest współdziałanie polityków i przedsiębiorców, mające w perspektywie umacnianie ich wpływów na arenie polityki międzynarodowej i na międzynarodowym rynku, kosztem innych państw i przedsiębiorców z zewnątrz. Rząd stanowi jednocześnie zwierzchni zarząd przedsiębiorstw, niezależnie od ich statusu własnościowego (państwowe czy prywatne), zaś gospodarka podporządkowana jest centralnemu planowaniu. Rząd–zarząd typuje tu najważniejsze holdingi i wyznacza im do zajęcia miejsce na rynku (jedną lub więcej branż, w których poszczególne koncerny mają skupić swój potencjał inwestycyjny). Chodzi o ograniczenie ich walki konkurencyjnej na rynku krajowym, aby swe siły i środki mogły skierować na konkurencję z podmiotami zagranicznymi. W korporacyjnym ustroju gospodarczym władze państwa stosują różne metody protekcjonizmu, mające wesprzeć własne przedsiębiorstwa w walce na rynkach zagranicznych, a zarazem utrudnić podmiotom zagranicznym działalność na rynku krajowym. Są to m.in.: fiskalne i administracyjne przymuszanie inwestorów krajowych i zagranicznych do kierowania swego kapitału ku wyznaczonym przez rząd celom; utrudnianie działalności podmiotom niespełniającym wymagań władz i ułatwienia dla tych spełniających (np. ulgi podatkowe, preferencje w dostępie do kredytów); proeksportowa polityka pieniężna (celowe osłabianie waluty, co obniża ceny własnych produktów na rynkach światowych, a jednocześnie podnosi ceny towarów importowanych); polityka celna utrudniająca niepożądany import i eksport; bezpośrednie dopłaty z budżetu do produkcji i eksportu dla ułatwienia działalności przez władze pożądanej; dumping. Przedsiębiorstwa z krajów o gospodarce liberalnej, działające bez pomocy własnego rządu (i podatników) są w tej sytuacji wypierane z rynku przez konkurencję „na dopingu”, dysponującą takim wspomaganiem. Poszkodowani są też krajowi przedsiębiorcy, którzy nie podporządkują się władzom (czy to bezpośrednio rządowi, czy też pośrednio, jako np. podwykonawca większego koncernu, zależny od swego kontrahenta) i nie udostępnią swego potencjału dla zwiększenia mocy państwa. Badacz Philippe Schmitter uznał korporacjonizm za system reprezentacji zorganizowany z ograniczonej liczby podmiotów mających przywilej reprezentacyjny w danej dziedzinie lub kategorii. Tym samym korporacjonizm byłby ze swej natury zaprzeczeniem idei pluralizmu, gdzie nikt nie posiada monopolu na reprezentację. Leif Lewin traktował korporacjonizm jako usankcjonowaną partycypację podmiotów w procesie decyzyjnym, odpowiedzialną za pewne kwestie ekonomiczne dotyczące funkcjonowania państwa oraz sposobu zarządzania nim. Korporacjonizm może wiązać się z pojęciami takimi jak solidaryzm, terceryzm, dystrybucjonizm, syndykalizm. Pojęcie korporacjonizmu jest związane z socjologicznym funkcjonalizmem strukturalnym.

## Korporacjonizm krwi
Korporacyjne relacje społeczne są powszechne w grupach takich jak rodzina, klan, plemię. Systemy te, były częstym zjawiskiem w świecie praindustrialnym. Do dziś społeczeństwa koczownicze, żyjące w niesprzyjających warunkach środowiskowych (słabo zaludnione stepy i pustynie) mają silną strukturę klanową, która stanowi środowiskową podstawę społeczeństwa korporacyjnego. Osiadły tryb życia ludów rolniczych, żyjących w większym dostatku od koczowników, osłabił struktury korporacyjne, zaś postępująca w nowożytności urbanizacja, niemal zupełnie je rozbiła tworząc przestrzeń dla postaw indywidualistycznych.
W starożytności i średniowieczu społeczeństwo złożone z wolnych – w naszym rozumieniu – jednostek nie istniało. Każdy musiał mieć pana i wspólnotę, do której przynależał. W praktyce, prawa przysługiwały nie ludziom, lecz społecznościom (klanom, korporacjom), które kierowały życiem osobistym swych członków w sposób, który dziś uznany zostałby za opresyjny (np. aranżowanie/wymuszanie małżeństw). Jednak w obliczu niedostatecznych sił porządkowych zapewniających ład społeczny (policja, wymiar sprawiedliwości), to właśnie przynależność do grupy stała się głównym, jeśli nie jedynym gwarantem elementarnego bezpieczeństwa jednostki – choćby przez możliwość wzięcia krwawej zemsty. Opuszczając grupę, człowiek nie stawał się wolny, lecz niczyj, zdany na łaskę silniejszych, którzy takiego człowieka, niczym wyjętego spod prawa przestępcę, mogli bezkarnie zabić, lub – co bardziej się opłacało – schwytać i sprzedać w niewolę. W takiej sytuacji zależność od jakiegokolwiek protektora okazywała się nieunikniona.

## Korporacjonizm wspólnotowy
Wstępne koncepcje korporacjonizmu opracowano w starożytnej Grecji okresu klasycznego. Platon rozwinął koncepcję totalnego i wspólnotowego systemu korporacyjnego, w którym rolę każdego człowieka oparto na naturalnych hierarchiach społecznych. Hierarchie te miały na celu zorganizowanie ogólnej współpracy wszystkich członków korporacji, w celu osiągnięcia harmonii społecznej, z preferencją dla zbiorowych interesów i z odrzuceniem interesów indywidualnych. Arystoteles w Polityce opisał społeczeństwo jako podzielone wzdłuż naturalnych klas i celów funkcjonalnych, czyli kapłanów, władców, niewolników i wojowników. Republika rzymska zapożyczyła greckie pojęcia korporatywistyczne do własnego ustroju, ale także dodała pojęcie reprezentacji politycznej, podzielonej na grupy przedstawicieli wojskowych, zawodowych, religijnych. Również wywodzący się z Chin konfucjanizm głosi, że zbudowanie idealnego społeczeństwa i osiągnięcie pokoju na świecie jest możliwe pod warunkiem przestrzegania obowiązków wynikających z hierarchii społecznej oraz zachowywania tradycji, czystości, ładu i porządku, co przekłada się na posłuszeństwo wobec starszych i zwierzchników, a także wyższość grupy nad jednostką. Stanowi to niewątpliwe wsparcie dla korporacjonizmu w społeczeństwach Dalekiego Wschodu, w których konfucjański system wartości jest głęboko zakodowany i osłabia indywidualistyczne tendencje, narastające tam od czasów zetknięcia się z ideami cywilizacji Zachodu w XIX w., a także wynikające z rozrywającej odwieczne więzy społeczne urbanizacji.

## Korporacjonizm średniowieczny
W średniowieczu Kościół katolicki tworzył różne instytucje, jak bractwa, klasztory i zakony, w okresie wypraw krzyżowych także rycerskie. Powstawały również świeckie związki korporacyjne, jak uniwersytety, cechy rzemieślnicze i inne stowarzyszenia zawodowe. Szczególnie ważnym aspektem korporacjonizmu były gildie, mogące regulować handel i ceny dla cechów, co jest ważnym aspektem korporacyjnych modeli ekonomicznych, zarządzania gospodarczego i współpracy w ramach grupy społecznej. Średniowieczne korporacje zawodowe i handlowe (cechy rzemieślnicze i gildie kupieckie), zrzeszały zazwyczaj przymusowo rzemieślników (bezpośrednio jedynie majstrów) i kupców. Cechy ustalały obowiązujące wytwórców normy etyczne w aktywności ekonomicznej, a także wielkość i normy jakościowe produkcji, liczbę zatrudnianych czeladników i terminatorów, wielkość zapasów i liczbę warsztatów posiadanych przez jednego rzemieślnika. Dysponowały niekiedy także przywilejem wyłączności na prowadzenie działalności gospodarczej w danym mieście lub prowincji. Ze swojej istoty cechy nastawione były na zapobieganie konkurencji pomiędzy rzemieślnikami. Podobnie gildie, zakładane również przez miasta, tworzono w celu wzajemnego wspierania się ich członków i obrony przed konkurencją na już opanowanych rynkach, odbywania wspólnych podróży handlowych, wyjednywania przywilejów (lobbing) oraz ustalania cen towarów. Zarówno cechy, jak i gildie były nie tylko zrzeszeniami o charakterze gospodarczym, lecz także bractwami o celach religijnych i charytatywnych. Miały swoich świętych patronów, kościoły i kaplice patronalne, organizowały widowiska misteryjne, w razie potrzeby wspierały swych członków i ich rodziny. Innego typu korporacjami były uniwersytety, których wspólnotowy charakter znajdował wyraz w samej nazwie universitas magistrorum studentiumque – wspólnota profesorów i studentów .

## Korporacjonizm absolutystyczny
Monarchie absolutne XV–XVIII wieku stopniowo podporządkowały sobie poszczególne grupy posiadaczy i przedsiębiorców wykorzystując powstałe korporacje do egzekwowania i utrwalania korzystnego dla siebie ustroju. Swoje triumfy w polityce społeczno-gospodarczej święciła wówczas ideologia merkantylizmu i jej odmiany – kameralizmu, a były to czasy dominacji bogacącego się kupiectwa oraz silnej władzy scentralizowanego państwa. Merkantylizm charakterystyczny był głównie dla państw zachodnioeuropejskich, które posiadały dostęp do morza oraz silną flotę, a jego założeniami ogólnymi był: 1 – mierzenie bogactwa i siły państwa ilością zgromadzonych kruszców; 2 – dodatni bilans handlowy (przewaga eksportu nad importem); 3 – bezpośrednia konkurencja pomiędzy państwami; 4 – ścisłe utożsamienie bogactwa państwa z jego siłą polityczną; 5 – wspieranie przez władze tych form aktywności ekonomicznej, które uznała za najistotniejsze. Merkantylizm stanowił siłę napędową kolonializmu, gdyż posiadane kolonie można było eksploatować albo poprzez wywóz złota do metropolii, albo też jako źródło innych surowców, przekształcanych potem w produkty na sprzedaż (korzystny bilans handlowy oznaczający napływ kruszców). Drugą ideologią społeczno-ekonomiczną, był powstały w XVIII w. fizjokratyzm, którego podstawowym założeniem było uznanie rolnictwa za główny motor rozwoju, a bogactwo i siłę państwa wiązał z ilością posiadanej ziemi rolnej. Fizjokraci dążąc do zwiększenia wydajności warstwy chłopskiej, stanowiącej przeważającą część populacji (wydajności zarówno w produkcji żywności, jak i w udziale jako siła żywa w wojsku), przyczynili się do reform poprawiających dolę chłopską.
Pod wpływem filozofii oświecenia, korporacyjny system feudalny został przez rewolucję francuską zniesiony jako niesprawiedliwość i nienależne przywileje górnych warstw społecznych oraz Kościoła. Nowy rząd francuski uznał to za ustrój wymuszający nacisk grupy na jednostkę, co było niezgodne z promowanym przez władze indywidualizmem i prawami człowieka, który miał być odtąd nie poddanym, lecz obywatelem. W okresie napoleońskim doszło do upowszechnienia nowego systemu w innych krajach Europy. Do połowy XIX wieku, zwolennicy korporacjonizmu byli z zasady reakcjonistami walczącymi z rozprzestrzeniającym się liberalnym kapitalizmem i dążącymi do przywrócenia systemu feudalnego, jako odwiecznego Bożego Ładu na Ziemi.
System korporacyjny w rewolucyjnej Francji zostaje zniesiony przez ustawę Loi le Chapelier z roku 1791. Prawo to (anulowane w 1864 r.) zakazywało zrzeszania się tak pracodawców, jak i pracobiorców w imię indywidualizmu własności i interesów. W krajach protestanckich system korporacyjny umarł śmiercią naturalną jeszcze wcześniej, jako niezgodny z protestancką etyką pracy .

## Korporacjonizm romantyczny
Miał początkowo ścisły związek z kulturowym prądem antyoświeceniowego romantyzmu, w szczególności zaś z tzw. romantyzmem politycznym, który na ogół, choć z licznymi wyjątkami, posiadał wyraźne zabarwienie tradycjonalistyczne, a nawet reakcyjne. Zwracał się on wyraźnie w stronę ideału średniowiecznej Christianitas (wspólnoty wszystkich chrześcijan). Najwcześniej nurt ten zaistniał i rozwinął się w katolickich krajach niemieckojęzycznych (Austria, Bawaria, Nadrenia), gdzie najżywsza pozostała tradycja Świętego Cesarstwa Rzymskiego. Korporacjoniści romantyczni nie ograniczali się do postulatu utworzenia mieszanych stowarzyszeń zawodowych i uporządkowania samej sfery ekonomicznej. Stawiali sobie za cel całościową odbudowę społeczeństwa i państwa poprzez oparcie go na ustroju stanowo-korporacyjnym, złożonym z rodzin, cechów, korporacji, gmin i prowincji, zwieńczonym chrześcijańską monarchią stanową, współpracującą z Kościołem. Tym samym, burżuazyjnej uzurpacji do bycia całym narodem złożonym z formalnie równych jednostek, przeciwstawili ideę odbudowania naturalnej hierarchii, w której stany pierwszy i drugi (duchowieństwo i rycerstwo) odzyskają przywódczą rolę w społeczeństwie. Franz von Baader przypominał, że kler winien być stanem nauczycieli (Lehrstand), szlachta stanem obrońców (Wehrstand), a lud stanem żywicieli (Nährstand). Według niego rzeczywista wolność w organicznym życiu społecznym uwarunkowana jest rozczłonkowaniem (czyli istnieniem korporacji koordynujących podporządkowane jej jednostki), a nie ujednostkowieniem społeczeństw. Karl von Vogelsang twierdził, iż organizacja korporacyjna powinna mieć realną władzę gospodarczą i prawdziwą niezależność. Jako pierwszy z teoretyków przyjął zasadę przymusowości korporacji, uznając ją za warunek konieczny całkowitej przebudowy ustroju oraz wytrzebienia anarchii ekonomicznej i społecznej. Korporacje winny posiadać osobowość prawną jako związki prawa publicznego oraz posiadać własność środków produkcji. Poza własnością korporacyjną musi pozostać, także jako niepodzielna, własność rodzinna, obarczona wszak funkcją społeczną. Organizacja stanowo-zawodowa ma objąć zarówno przemysł, rzemiosło, jak i rolnictwo, z tą różnicą, że o ile przemysł byłby zorganizowany branżowo, to rolnictwo terytorialnie. Korporacja ma być nie tylko reprezentacją zawodu, ale przedstawicielstwem politycznym społeczeństwa, zastępującym demoliberalny system partyjny, a zarazem zdolnym tamować dążenie władzy państwowej do pochłaniania sfery społecznej. Stany jednak są nie tylko produkcyjne, toteż w całym państwie dostrzegał Vogelsang łącznie osiem stanów, z których każdy winien być reprezentowany w ustroju państwa: rolniczy; rzemieślniczy; przemysłowy; kupiecki; szlachecki; duchowny; wojskowy oraz jednoosobowy stan, czyli monarcha jako ich zwornik. Reprezentacja każdego ze stanów byłaby trójstopniowa (lokalna, regionalna i ogólnokrajowa), a parlament korporacyjny, kierujący całą bieżącą polityką wewnętrzną państwa, składałby się z przewodniczących korporacji niższych szczebli. René de La Tour du Pin twierdził, że istotą ładu organicznego jest harmonijna jedność przeciwieństw, solidarność i trwałość, których instytucjonalnym wyrazem mają być korporacje ogarniające całość społeczeństwa, a nie – jak klasowe syndykaty – jedynie grupy zajmujące jedno określone miejsce w procesie produkcji. Korporacje muszą mieć charakter związków prawa publicznego oraz posiadać prawo do opodatkowywania swoich członków, acz La Tour du Pin nie rozstrzygał definitywnie kwestii czy konieczny jest przymus należenia do stanu zawodowego. Do zadań korporacji powinny należeć: reglamentacja produkcji i decyzje o wykonywaniu zawodu oraz mediacja w sporach pomiędzy członkami odnośnej korporacji; zarząd ubezpieczeniami społecznymi; nauczanie zawodowe i udzielanie kredytu swoim członkom; opieka społeczna; zarząd majątkiem powstałym z zapisów i darowizn. Na wewnętrzny system ustrojowy składałyby się trzy rodzaje korporacji: zrzeszenia pracobiorców danych przedsiębiorstw; korporacje branżowe; korporacje regionalne. Przebudowa ustroju, opierająca go na prawie Bożym, ma mieć charakter integralny, ogarniając wszystkie sfery: polityczną, kulturalną i społeczną, a nie tylko gospodarczą. Tym samym, ustrój korporacyjny winien być właściwie całym ustrojem wewnętrznym państwa, pozwalającym każdemu stanowi, proporcjonalnie do jego rangi, uczestniczyć w powszechnym samorządzie, od szczebla zawodowego bądź przedsiębiorstwa, poprzez regionalny, do ogólnokrajowego .

## Korporacjonizm chrześcijański
Ma on swe źródło w Pierwszym Liście św. Pawła do Koryntian 12: 12–31, w którym przedstawia społeczeństwo chrześcijańskie jako jedno ciało, w którym wszyscy powinni być jednoczeni, ale każdy winien znać swe miejsce i swą funkcję, niczym części ludzkiego ciała (organicyzm).

### W Kościele rzymskim
W 1891 roku papież Leon XIII wydał encyklikę Rerum novarum, w której na nowo zdefiniował średniowieczną koncepcję solidaryzmu społecznego. Nastąpiło to pod wrażeniem silnych przekształceń społecznych, wywołanych uprzemysłowieniem, urbanizacją i napływem wielkich mas ludzkich do miast, co prowadziło do rozerwania odwiecznych korporacyjnych więzów społecznych, przyśpieszonej laicyzacji i wykształcenia się ideologii socjalistycznej o antyklerykalnym obliczu. Solidaryzm klas społecznych miał być wśród coraz liczniejszego proletariatu i biedoty miejskiej, konkurencją dla głoszącego walkę klas socjalizmu. Papież ogłosił błogosławieństwo Kościoła dla robotniczych związków zawodowych oraz zalecił politykom i posiadaczom kapitału by podjęli z nimi dyskusję zamiast je zwalczać. Wiele związków zawodowych w Europie zyskało poparcie Kościoła katolickiego, o ile kwestionowały anarchizm, marksizm i inne radykalne prądy, wobec czego część tychże związków przeszła na pozycje konserwatywne. Niektóre katolickie kraje jak Ekwador pod kierownictwem Garcii Moreny skręciły w kierunku systemu katolicko-korporacjonistycznego. W odpowiedzi na ten korporacjonizm, opracowano wersję protestancką, propagowaną zwłaszcza w Niemczech, w Holandii i Skandynawii. Jednakże tamtejsze rządy przyjęły tę ideologię znacznie mniej przychylnie. Leon XIII jako pierwszy papież swą encykliką zaznaczył akceptację Kościoła dla kapitalizmu, choć dotąd to feudalizm był przez hierarchię uważany za odbicie woli Boga. Uznał również za słuszną zasadę dotyczącą ograniczonej interwencji państwa w sprawy kapitału prywatnego, a zarazem krytykował socjalizm marksistowski. Uściśleniem korporacjonizmu katolickiego była encyklika Quadragesimo anno z 1931 roku, która stanowiła już otwarte poparcie papieża dla tego systemu, wskazanego jako najwłaściwszy sposób odnowienia dawnego ładu społecznego. W miejsce zasad kolektywistyczno-socjalistycznej i indywidualistyczno-liberalnej, papież Pius XI postulował wprowadzić nowe zasady: sprawiedliwości społecznej oraz miłości bliźniego i podnieść je do rangi naczelnej. W tej pierwszej nie należy się jednak doszukiwać zainfekowania mentalnością socjalistyczną, bo nie chodzi tu o nowy rodzaj sprawiedliwości, lecz o znane klasycznemu tomizmowi, rodzaje sprawiedliwości: wymienną i rozdzielczą. Wymienna oparta na zasadzie równości, ustala świadczenia i zobowiązania między pojedynczymi ludźmi. Natomiast jeżeli ktoś sprawuje już jakąś władzę i zarządza w większym zakresie, to wtedy występuje sprawiedliwość rozdzielcza, oparta na zasadzie proporcjonalności, regulująca świadczenia zbiorowości na rzecz jednostek, określająca jakie dobra będą dostępne i jak rozdzielane w społeczeństwie. Zrzeszenie się ludzi związanych w jakikolwiek sposób z określoną profesją w korporacje stanowo-zawodowe papież uznał za skłonność wynikającą z natury, co implikuje domniemanie naturalności samych tych autonomicznych korporacji. Aby jednak egoizmu jednostkowego (liberalizm) lub klasowego (socjalizm) nie zastąpił możliwy także egoizm korporacyjny, konieczne jest, żeby wszystkie stany zawodowe spajała więź wyższego rzędu, żeby korporacje stawiały „sprawy wspólne całemu stanowi zawodowemu, a spośród nich znów troskę o to, by każdy zawód coraz lepiej współdziałał na rzecz wspólnego dobra całego społeczeństwa”. W rozważaniach na temat własności prywatnej, podkreśla jej charakter indywidualny oraz społeczny. Indywidualny, bo każdy ma obowiązek zdobywania dóbr, gdyż są źródłem utrzymania rodziny, a społeczny, ponieważ całość dóbr materialnych została oddana przez Stwórcę do dyspozycji wszystkich ludzi. Zatem ci którzy je posiadają, zaciągają tym samym pewne zobowiązania wobec społeczeństwa, a władza społeczna jest uprawniona do regulowania stosunków własności. Formy własności ulegają przemianom, a władza społeczna ma prawo do ingerowania w te sprawy. Nie ma natomiast prawa do odbierania człowiekowi podstawowego uprawnienia do posiadania, a wręcz powinna jej bronić i pożytkować ją dla dobra wspólnego, nad którym ma obowiązek czuwać. Istnieją tu dwa podstawowe tytuły własności: zajęcie rzeczy niczyjej oraz praca. W związku z tym pracujący ma prawo do owoców pracy, co nie sprzeciwia się uprawnieniu kapitału do udziału w dochodzie .

### W Austrii
Wspomniany już Vogelsang zainaugurował w 1883 r. doroczne spotkania Wolnego Stowarzyszenia Katolickiej Polityki Społecznej (Freie Vereinigung katholischer Sozialpolitiker), będące zalążkiem późniejszej Partii Chrześcijańsko-Społecznej. Spotkania odbywane na zamku w Haid na Morawach, zaowocowały tzw. Tezami haidzkimi (Beschlüsse von Haid), gdzie sformułowany został program „odproletaryzowania proletariatu” przez jego uwłaszczenie i uczynienie stanu robotniczego organiczną częścią społeczeństwa. Baader chciał uczynić z proletariatu czwarty stan, co miało też na celu osłabienie ciążącego ku liberalizmowi stanu trzeciego (burżuazji). Tezy haidzkie stały się podstawą dwu kolejnych reform w Austrii dotyczących rzemiosła i rolnictwa – wprowadzały one ograniczenia wieku i czasu pracy robotników, nakaz odpoczynku niedzielnego, prawo do stowarzyszania się i ubezpieczenia. Wywarł wpływ na twórców ruchu chrześcijańsko-społecznego w Austrii oraz na encyklikę Leona XIII Rerum novarum; jego koncepcja ustroju korporacyjnego (i „monarchii społecznej”) należy do najbardziej rozwiniętych w katolickiej myśli społecznej  .

### We Francji
Wspomniany wyżej La Tour du Pin wprowadził w 1905 r. swą Unię Korporacji Francuskich do kierowanej przez Charlesa Maurrasa rojalistyczno-narodowej Action Française, przesądzając o wyborze przez tę główną siłę kontrrewolucyjną we Francji drogi korporacjonizmu, zamiast alternatywy syndykalistycznej, sugerowanej przez protofaszystę Georges’a Valoisa. W 1901 r. za korporacjonizmem opowiedziała się też Akcja Liberalno-Ludowa, pierwsza w historii sformalizowana partia katolicka Jacques’a Piou, skupiająca byłych rojalistów, którzy usłuchali wezwania Leona XIII by „dołączyć” do republiki. Wbrew swojej nazwie, ALP opowiedziała się wręcz za przymusową rejestracją do ciał zawodowych (corps professionel). Zwolennikiem korporacjonizmu był również sympatyk lewicy republikańskiej i państwa laickiego, Émile Durkheim. W odbudowaniu stanów zawodowych upatrywał on paliatywu dla dostrzegalnego faktu oddalenia państwa nowoczesnego od społeczeństwa. Uważał, że skoro abstrakcyjne państwo prawa, ze swoimi zbiurokratyzowanymi instytucjami, przestało być zdolne do rozwiązywania problemów społecznych, to korporacje mogą odświeżyć więź emocjonalną członków społeczeństwa, czyniąc je na powrót organiczną wspólnotą .

### We Włoszech
Giuseppe Toniolo z powstałej w 1889 r. Unii Katolickiej Nauki Społecznej, współredaktor encyklik społecznych Leona XIII, zainaugurował gruntowne studia historyczne nad korporacjami w średniowiecznej Toskanii. Powołując się na pierwszy współczesny eksperyment ustroju korporacyjnego, Motu proprio Piusa IX z 1852 r., Toniolo podkreślał, że ustrój ten powinien nie tylko przywrócić zachwianą przez „anarchiczny indywidualizm” równowagę pomiędzy klasami, ale być również podstawą reformy politycznej. Zastąpienie parlamentu indywidualistycznego i partyjnego reprezentacją korporacyjną i terytorialną, określał mianem „socjokracji”. Prąd korporacjonistyczny ogarnął na przełomie XIX i XX wieku wszystkie kraje i ruchy katolickie, zwłaszcza tradycjonalistyczno-konserwatywne, jak hiszpański karlizm, ugrupowanie Integralizm Luzytański w Portugalii, czy ruch Ludaków na Słowacji .

## Korporacjonizm autorytarny
Autorytarny korporacjonizm oznacza formę ustroju narzuconą przez władzę państwową. Cechuje się on ograniczoną przez rząd liczbą korporacji i bardziej lub mniej przymusowym w nich członkostwem. Korporacje takie mają za zadanie działać dla zdefiniowanego „wspólnego dobra” społecznego. Nie ma tu grupowego negocjowania wzajemnych ustępstw, lecz arbitralne ustalanie warunków i rozstrzyganie sporów przez władze państwa.
W niektórych odłamach nowych i dynamicznie rozwijających się ideologii socjalizmu, syndykalizmu i nacjonalizmu, powstawały zbliżone do chrześcijańskiego (zwłaszcza w niechęci do liberalnego kapitalizmu) koncepcje przebudowy ustroju na bazie porozumienia organizacji producenckich. Wspólną ich cechę stanowiło przesiąknięcie różnymi wersjami światopoglądu materialistycznego, co usuwało z pola ich widzenia tak mocno akcentowane w encyklikach zadanie moralnej przemiany stosunków międzyludzkich, zachodzących w działalności ekonomicznej, w której przywrócenie standardów etyczno-religijnych warunkuje prawidłowe funkcjonowanie odtwarzanych struktur stanowo-zawodowych. Cechowało je również mechanicystyczne podejście do zagadnienia tworzenia związków wytwórców, które w tych propozycjach są prostym sumowaniem syndykatów pracowniczych i organizacji patronalnych, bez troski o uczynienie ich organiczną jednością. Ideologiczna mieszanka syndykalizmu oraz tych odłamów socjalizmu i nacjonalizmu, które spotkały się ze sobą na gruncie syndykalnym, zrodziła hybrydę w postaci faszyzmu oraz narodowego socjalizmu. Koniunkturalny zbieg okoliczności, który w okresie międzywojennym wyniósł w niektórych krajach do władzy reprezentantów ruchu faszystowskiego, niepomiernie zaszkodził sprawie korporacjonizmu, a chodzi o przyjęcie przez nich korporatywistycznej frazeologii oraz nazwanie korporacjonizmem stosowanych przez siebie rozwiązań instytucjonalnych. Na krótką metę określenie to zwiodło niektórych korporacjonistów chrześcijańskich, śledzących, zwłaszcza w pierwszej fazie, z życzliwym zainteresowaniem reformy we Włoszech, zaś w dłuższej perspektywie doszło do związania tej nazwy, w popularnym obiegu, z ogólną działalnością reżimów faszystowskich, co zaciążyło na jego reputacji .

### Faszyzm we Włoszech

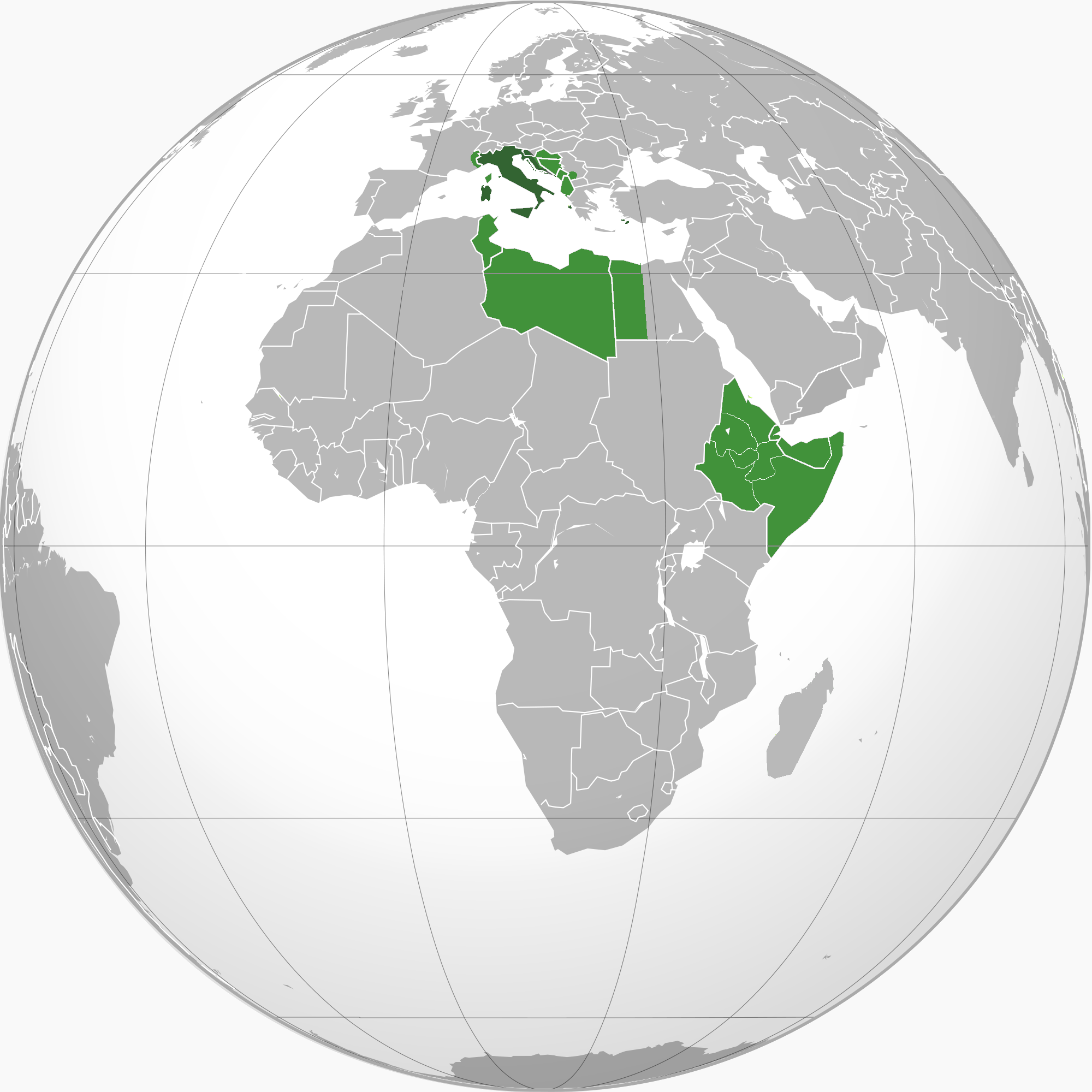
Imperium Włoch w 1942 r.

Faszystowska wizja korporacjonizmu gospodarczego polegała, w zależności od kraju i branży, na zarządzaniu przez rząd poszczególnymi sektorami gospodarki bezpośrednio, lub też poprzez prywatne, ale kontrolowane przedsiębiorstwa. Każda korporacja zawodowa lub branżowa miała reprezentować swoje interesy, głównie na drodze negocjacji umów o pracę, co miało prowadzić do harmonii wśród klas społecznych. Jednakże korporacjonizm gospodarczy był również stosowany w celu gnębienia opozycji politycznej i nagradzania lojalnych. Julius Evola pisał:

Duch korporacjonizmu, polityczny wysiłek odnowienia państwa poprzez tworzenie stowarzyszeń zawodowych, to istota pracy grupowej i twórczej solidarności, solidna podstawa zasad, wiedzy, umiejętności i naturalnej hierarchii, która charakteryzuje się pełną aktywnością. Bezinteresowna i godna, stoi ponad jednostką. Wszystko to było w średniowiecznych korporacjach rzemieślniczych, wyraźnie widoczne w gildiach i cechach.

We Włoszech międzywojennych, korporacjonizm zyskał przychylność wśród nacjonalistów Benita Mussoliniego. Za wzór państwa korporacyjnego zostało uznane, założone przez Gabriele D’Annunzio w 1919 r., niewielkie państwo Regencja Carnaro, którego system korporacyjny, odpowiednio łączył pojęcia zwierzchnictwa i autonomii, a także czerpał z „nowoczesnego kapitalizmu” brazylijskiego dyktatora Getúlia Vargasa. Wedle konstytucji z 1920 r. własność prywatną honorowano, ale jedyny prawny tytuł do władania jakimkolwiek środkiem produkcyjnym lub wymiennym stanowiła praca. Cała wytwórczość miała być zorganizowana w 9 korporacjach, będących osobami prawnymi. Zwieńczeniem tych korporacji miała być Tymczasowa Rada Znawców (Consiglio dei Provvisori), tworząca wraz ze sprawującą władzę polityczną Radą Najlepszych (Consiglio degli Ottimi), zbierające się raz do roku Zgromadzenie Carnaro (Arengo del Carnaro). O niecodziennie arystokratycznym charakterze tak zaplanowanego ustroju świadczy fakt, iż prócz korporacji rybaków czy marynarzy przewidziano istnienie nie tylko osobnej korporacji artystycznej, ale i hipotetycznej, dziesiątej korporacji, przeznaczonej dla „tajemnych sił narodu, nieznanych geniuszów, których naród od czasu do czasu spośród siebie wydaje” .
Twórcą założeń włoskiego korporacjonizmu był katolik i konserwatywny narodowiec Alfredo Rocco, którego koncepcja sprawiedliwości nawiązywała do tomistycznych idei pax (pokój) i ordo (porządek), a to z racji uznania, iż celem państwa jest zapewnienie pokoju społecznego pomiędzy wszystkimi klasami, poprzez przyznanie każdemu stanowi tego, co mu należne (cum tribuere). Po przejęciu władzy przez faszystów, uznając tezę o zgodności interesów „klasy pracującej” i „posiadaczy”, zdelegalizowano w 1926 r. socjalistyczne związki zawodowe i utworzono korporacje poszczególnych zawodów, zrzeszające razem pracowników wraz z pracodawcami. Powołano też Ministerstwo Korporacji, zakazano strajków, a rok później ogłoszono Kartę Pracy (Carta del Lavoro), sporządzoną przez Rocco, która dyktowała obowiązki i prawa pracownika oraz powołała specjalne trybunały do rozwiązywania sporów w pracy. W 1930 r. utworzono jeszcze Narodową Radę Korporacji (Consiglio Nazionale delle Corporazioni), pozbawioną jednak uprawnień legislacyjnych, ale w 1939, złożona z kandydatów wysuniętych przez pracownicze syndykaty Izba Faszystów i Korporacji (Camera dei Fasci e delle Corporazioni), zastąpiła Senat w roli izby wyższej . Włoski faszyzm zaaranżował korporacyjny system polityczny, w którym gospodarka miała być wspólnie zarządzana przez pracodawców, pracowników i urzędników państwowych, poprzez formalne mechanizmy na szczeblu krajowym. Ruch ten zyskał wsparcie ze strony małego kapitału i urzędników niskiego szczebla obawiających się socjalistów. Sukcesem było też stosunkowo duże poparcie mieszkańców wsi i tzw. lumpenproletariatu. Edmondo Rossoni, związkowiec i późniejszy minister podzielił włoską gospodarkę na 22 korporacje, a wszystkie miały reprezentację w Izbie poprzez triady złożone z przedstawicieli robotników, zarządców i Narodowej Partii Faszystowskiej. Nastąpiło przenikanie się państwa, partii i korporacji sektorowych, które to korporacje w praktyce kontrolowane były przez władze za pośrednictwem faszystowskich organizacji pracowniczych, a często wręcz zarządzane przez nominowanych odgórnie działaczy politycznych. Według faszystów, system korporacyjny lepiej rozpoznawał i zaspokajał rozbieżne interesy poszczególnych grup społecznych, przez co był inspiracją dla totalizmu, który miał być systemem bez przymusu. W 1925 r. Benito Mussolini przyjął ukute przez niechętnego mu Giovanniego Amendolę określenie totalitario i nadał mu pozytywny wydźwięk, charakteryzując go zwrotem: „wszystko w państwie, nic poza państwem, nic przeciwko państwu”. W eseju Doktryna faszyzmu z 1932 roku, pisał:

Jeśli ten, kto mówi: liberalizm, mówi: jednostka, to ten, kto mówi: faszyzm, mówi: państwo. Lecz państwo faszystowskie jest jedyne i jest tworem oryginalnym. Nie jest reakcyjnem, lecz rewolucyjnem, o tyle, o ile uprzedza rozwiązanie określonych zagadnień powszechnych, a mianowicie tych, które gdzieindziej rozdrobnienie partyjne, przewaga parlamentaryzmu, nieodpowiedzialność zgromadzeń umieszcza na płaszczyźnie politycznej, a coraz to liczniejsze i potężniejsze funkcje syndykalne, tak robotnicze, jak i przemysłowe stawiają przez swe konflikty i porozumienia na płaszczyźnie ekonomicznej – rozwiązanie tych zagadnień, które na płaszczyznę moralną przenosi konieczność porządku, karności i posłuszeństwa wobec tych, co są moralnem sumieniem ojczyzny. Faszyzm chce państwa silnego, organicznego i spoczywającego równocześnie na szerokiej podstawie ludowej. Państwo faszystowskie zagarnęło też z powrotem dla siebie dziedzinę gospodarki i poprzez instytucje korporatywne, społeczne, wychowawcze przezeń stworzone, zmysł państwa dociera aż do najdalszych odgałęzień i, ujęte w kadry odnośnych organizacyj, krążą w państwie wszystkie siły polityczne, ekonomiczne i duchowe narodu. Państwo, spoczywające na milionach jednostek, które je uznają, odczuwają, są gotowe do służenia mu, nie jest tyrańskiem państwem średniowiecznego władcy. Nie ma też nic wspólnego z absolutystycznemi państwami z czasów przed 1789 r. lub po r. 1789. W państwie faszystowskiem jednostka jest nie unicestwiona, lecz raczej pomnożona, tak jak w pułku żołnierz jest nie pomniejszony, lecz raczej pomnożony przez liczbę swoich towarzyszy. Państwo faszystowskie organizuje naród, lecz zostawia następnie jednostkom wystarczające pole ruchów: ograniczyło wolności nieużyteczne lub szkodliwe, a zachowało te, które są istotne. Rozstrzygać w tej dziedzinie nie może jednostka, lecz państwo.

Tak ukazany włoski korporacjonizm faszystowski, aspirował do miana następnej generacji po rewolucyjnym syndykalizmie Georges’a Sorela. Każda grupa interesu dąży do utworzenia własnej organizacji według własnych standardów, jednak tylko w ramach korporacyjnego modelu włoskiego faszyzmu, każdy mógł zostać włączony pod patronat państwa i skorzystać z jego możliwości organizacyjnych. Wiele elementów tego systemu powstało pod wpływem nauk Kościoła katolickiego, toteż faszyści włoscy podejmowali próby zyskania przychylności ze strony papiestwa. Jednak korporacjonizm faszystowski był modelowym przykładem pełnej kontroli państwa nad gospodarką, gdy teoria kościelna zakładała oddolne i dobrowolne zrzeszanie się rodzin i grup zawodowych na rzecz wspólnej pracy. W Quadragesimo Anno papież nie odmawia mu wprawdzie pewnych zalet (pokojowa współpraca klas społecznych, zniesienie organizacji socjalistycznych i uniemożliwienie ich knowań, stworzenie specjalnego aparatu władzy jako czynnika pośredniczącego, zakazanie strajków i lokautów; niemniej wyraża obawy czy państwo nie przywłaszcza sobie zadań należących do prywatnej inicjatywy i czy ten ustrój syndykatów i korporacji nie ma charakteru zbyt biurokratycznego i nie służy raczej celom politycznym, zamiast utwierdzenia lepszego ustroju społecznego. Wkrótce potem określa go jeszcze ostrzej i wyraźniej statolatrią, tj. bałwochwalstwem państwa. Był nie do przyjęcia dla nauki społecznej Kościoła, gdyż popadał w sprzeczność z inną (prócz sprawiedliwości i miłości społecznej) kardynalną zasadą ustroju chrześcijańskiego proklamowaną w encyklice, czyli z zasadą pomocniczości (subsydiarności). Stanowi ona, iż to co jednostka sama może zdziałać, tego jej nie wolno wydzierać na rzecz społeczeństwa. Takoż „niesprawiedliwością, szkodą społeczną i zakłóceniem ustroju jest zabieranie mniejszym i niższym społecznościom tych zadań, które mogą spełnić, i przekazywanie ich społecznościom większym i wyższym”, jako że „każda akcja społeczna ze swego celu i ze swej natury ma charakter pomocniczy, winna pomagać członkom organizmu społecznego, a nie niszczyć je lub wchłaniać”. Z perspektywy Kościoła głównym grzechem korporacjonizmu faszystowskiego było pochłonięcie korporacji przez państwo i podporządkowanie ich nie tylko funkcjonariuszom państwowym, ale również partyjnym aparatczykom. Systematyczne przejmowanie przez państwo bezpośredniego steru nad gospodarką, do roku 1939 uczyniło Włochy najbardziej po ZSRR zetatyzowanym krajem na świecie. System stał się więc zaprzeczeniem autonomii społecznej stanów zawodowych względem państwa, a nawet połączeniem skrajnego etatyzmu z systemem państwa opiekuńczego, wyręczającego jednostki, rodziny i inne ciała pośredniczące, we właściwych im zadaniach. Proklamowanie w 1943 r. (pod ścisłą kuratelą III Rzeszy) Włoskiej Republiki Społecznej (Repubblica Sociale Italiana), dokonało formalnej likwidacji korporacji o pionowych strukturach, tworząc w ich miejsce poziomy (klasowy) Związek Zawodowy Pracy, Techniki i Sztuki (Confederazione Generale del Lavoro, della Tecnica e delle Arti) oraz rady robotnicze w fabrykach. Stanowiło to nawrót socjalistycznego syndykalizmu .

### Austrofaszyzm
Ogłoszenie Quadragesimo anno, pierwszej w dziejach encykliki skierowanej nie tylko do biskupów, lecz do wszystkich katolików, zmobilizowało wielu polityków katolickich do podjęcia wysiłku przebudowy ustroju społecznego w duchu chrześcijańskim. Wpierw należało przezwyciężyć nieład demokracji parlamentarnych i zaprowadzić autorytaryzm. Najgłębiej i w najkrótszym czasie reform tych dokonano w Austrii. Ich architektami byli następcy lidera wspomnianej Partii Chrześcijańsko-Społecznej i dwukrotnego kanclerza, ks. Ignaza Seipela, który już w 1930 r. sformułował alternatywę – stan albo klasa.

Stan jest niepołączalny z klasą. Trzeba wybrać albo jedno, albo drugie: albo pionową, albo poziomą organizację społeczeństwa. W tej pierwszej, która obejmuje wszystkich, każdy od najwyższego do najniższego szczebla jest członkiem stanu. W ten sposób ideał i nadzieje postępu w życiu, utrzymywane przez wszystkich członków, mogą być urzeczywistniane bez konieczności opuszczania swego stanu. W drugim wypadku wszyscy podobnie usytuowani w życiu tworzą klasę, z której ci, którzy pragną poprawić swe położenie, muszą wyjść do innej klasy.

Za filary społeczeństwa uznano rodzinę, gminę oraz stan zawodowy, który na grunt ustroju państwowego przenieśli dwaj kolejni kanclerze: Engelbert Dollfuß, a po jego zamordowaniu w 1934 r. – Kurt von Schuschnigg. Po zawieszeniu parlamentu w r. 1933 i stłumieniu puczu socjalistyczno-komunistycznego, nowa konstytucja Austrii z 1934 proklamowała 5 zasad ustrojowych: chrześcijaństwo, niemieckość, federalizm, korporacjonizm i autorytaryzm. System korporacyjny został ustanowiony na najwyższym szczeblu legislatywy, gdzie prócz federalnego Bundestagu powołane zostały 4 „izby konsultatywne”, z których 2 były ściśle korporacyjne: złożony z przedstawicieli prawnie uznanych wyznań, szkolnictwa, kultury i sztuki Bundeskulturrat oraz reprezentujący 7 stanów zawodowych, gospodarczy Bundeswirtschafsrat. Każda korporacja zyskała uprawnienia w dziedzinie regulacji płac, cen i eksportu, a strajki i lokauty zostały zakazane. Dalekosiężnym zamierzeniem korporacjonistów austriackich była także restauracja cesarstwa pod berłem Ottona von Habsburga. Austrofaszyzm upadł w 1938 r. po wchłonięciu kraju przez Niemcy .

### Hitleryzm w Niemczech
Po przejęciu władzy, partia narodowych socjalistów pod rządami Hitlera skupiła się na osiągnięciu programowych założeń dotyczących ekspansji narodowej i terytorialnej w Europie, natomiast w sprawach społeczno-gospodarczych, pomimo socjalistycznego programu NSDAP, system stanowił miksturę korporacjonizmu z socjalizmem o zmiennym nasileniu składników. Hitler doprowadził do porozumienia z przedsiębiorcami, finansistami i junkrami wstrzymując zapowiadaną w latach 20. rewolucję socjalną. Niemiecki korporatywizm przeciwdziałał pluralizmowi poprzez Gleichschaltung (ujednolicenie, upodobnienie) poddanego dyktaturze społeczeństwa (Volksgemeinschaft – wspólnota narodu/ludu). Takie sprzężenie i skoordynowanie ze sobą poszczególnych grup społecznych, wiązało się z łamaniem zdefiniowanych przez ruchy liberalne praw człowieka. Według volkistowskiego pisarza Arthura van den Brucka, autora książki III Rzesza, Niemcy miały odrodzić się w średniowiecznym korporacjonizmie, zaprowadzonym rewolucyjnymi środkami. Ustrój ten miał być trzecią drogą pomiędzy bolszewizmem, a liberalnym kapitalizmem. Sam termin rzesza nie oznacza tu zrzeszenia mniejszych krajów, jak w Pierwszej i Drugiej Rzeszy, gdyż po Gleichschaltungu zniesiono podział Niemiec na autonomiczne landy i w administracji podzielono państwo na gaue, których zarządcy (gauleiterzy) podlegali całkowicie Berlinowi.
Z powodu wielkiego kryzysu gospodarczego zwolennicy gospodarki rynkowej nie mieli społecznego poparcia. Natomiast koncepcja samowystarczalności gospodarczej (autarkii) cieszyła się poparciem wpływowych ośrodków opiniotwórczych. Wzorując się na Wielkiej Brytanii i Francji, autarkia ta miała obejmować obszar Niemiec i podporządkowanej im Europy Środkowej, gdzie przepływ produktów rolnych, surowców i wyrobów przemysłowych byłby wolny od ceł, a produkcja sterowana przez państwo. Taka koncepcja samowystarczalności gospodarczej została podchwycona przez NSDAP, która to partia przed kryzysem światowym nie miała projektu w zakresie gospodarki. Jednocześnie do tej koncepcji wpasowano pomysł Hitlera o przestrzeni życiowej (Lebensraum). W okresie 1934–1937 rząd sprywatyzował m.in. koleje, stocznie, huty, kopalnie, banki czy komunalne zakłady użyteczności publicznej . Choć zachował prywatną własność przedsiębiorstw, nawet wielkich trustów, to jednak samodzielnie kształtował stosunki gospodarcze. Jeszcze zanim doszli do władzy, naziści zyskiwali coraz liczniejszych sponsorów spośród magnatów przemysłowych i bankierów. Od lat 20. przedsiębiorstwa największych niemieckich finansistów i przemysłowców były w rzeczywistości międzynarodowymi kartelami, zbudowanymi dzięki zagranicznym pożyczkom . Na spotkaniu, nazywanym godziną narodzin III Rzeszy, 4 stycznia 1933 w willi bankiera Kurta von Schrödera Hitler otrzymał poparcie elit, których kanclerz Kurt von Schleicher zraził próbami zjednania sobie robotników i chęcią parcelowania ziemi zbankrutowanych junkrów. Inne spotkanie odbyło się 20 marca, przed kolejnymi wyborami, w willi Göringa. Przemysłowcy i finansiści zarabiali dzięki zamówieniom państwowym, monopolistycznej pozycji rynkowej i dostępowi do darmowej siły roboczej więźniów (i jeńców po wybuchu wojny). Np. IG Farben, kontrolujące ponad 80% produkcji chemicznej Niemiec, w latach 1933–1934 wsparło finansowo nazistów kwotą 84,2 mln marek. Dzięki temu członkowie kierownictwa kartelu zajmowali wysokie stanowiska w państwowych instytucjach koordynujących niemiecką gospodarkę wojenną.
Dla zbicia 6-milionowego (w 1932 r.) bezrobocia posłużyły programy budowy dróg i mostów oraz rozwój przemysłu motoryzacyjnego, do czego władze przymierzały się jeszcze przed Hitlerem. Do pełnego zatrudnienia w III Rzeszy przyczynił się głównie wzrost zatrudnienia w branżach zbrojeniowych, przede wszystkim w przemyśle stoczniowym i lotniczym. Także programy budów umocnień obronnych na granicach, gmachów publicznych i autostrad, choć to już dotyczyło raczej robotników niewykwalifikowanych. Znaczący dla spadku rejestrowanego bezrobocia był też wzrost liczebności sił zbrojnych. Od 1935 r. młodociani byli dodatkowo wcielani do Reichsarbeitsdienst (RAD). Hitler opowiedział się za autarkią gospodarczą i ideą wielkiego obszaru gospodarczego (Grossraumwirtschaft) zdobytego drogą podboju, toteż najważniejsza była remilitaryzacja i podporządkowanie gospodarki celom przyszłej wojny. Sprawy społeczne i program walki z bezrobociem pozostawił wpierw koalicjantowi z DNVP, a potem Hjalmarowi Schachtowi, który skupiwszy kilka kluczowych stanowisk, objął pełnię władzy nad gospodarką państwa do 1937 roku. Jedyny legalny związek zawodowy Deutsche Arbeitsfront znajdował każdemu obywatelowi zajęcie, gdyż Hitler uznał, że każdy powinien pracować dla wspólnego dobra, nawet jeśli praca i płaca była nieatrakcyjna, a za uchylanie się od obowiązku pracy groziło osadzenie w obozie. Natomiast czas wolny organizowała robotnikom Kraft durch Freude.
W pamięci Niemców lata 1914–1918 tkwiły jako czas, gdy poziom życia w kraju spadł średnio o 65%, większa część społeczeństwa znalazła się na granicy egzystencjalnego minimum, a ponad 400 tysięcy ludzi dotknął głód. Pokutowało przekonanie, że po bardzo korzystnym pokoju brzeskim z Rosją i bukareszteńskim z Rumunią, zwycięstwo Niemiec w roku 1918 było już w zasięgu ręki, a klęskę spowodowali z jednej strony tchórzliwi handlarze dorabiający się na wojnie i biedzie, a z drugiej komuniści którzy wywołali wojnę domową. Naziści głosili popularny slogan iż chciwy Żyd niszczący klasę średnią i wpędzający masy pracujące w niewolę wielkiego kapitału, działa ręka w rękę z żydowskim bolszewizmem, niszczącym dorobek kulturowy, dobre obyczaje i wszelki porządek. W 1914 r. niemieckie zapasy i rezerwy złota były warte 8-krotnie więcej marek (w dodatku wartościowszych od waluty powojennej) niż w 1939 r. Jednak struktura wydatków była niekorzystna: spośród 160 miliardów marek kosztów wojny, tylko 13% pokrywano z bieżących wpływów (Brytyjczycy osiągnęli 28%). Aż 25% stanowił dodruk pieniędzy, a pozostałe 62% to pożyczki długoterminowe rozpisane wśród mieszczaństwa. Kajzerowskie Niemcy były silnie zdecentralizowane, a każdy land miał własne stawki podatkowe i skarbówkę. Zaledwie 6% wpływów wędrowało do budżetu centralnego i dopiero po wojnie zaczęto powoli podnosić ten udział. To reformy fiskalne z lat 20. stworzyły podwaliny pod system, który zadziałał podczas następnej wojny. NSDAP wpasowała się w egalitarne przemiany społeczne, których katalizatorem była I wojna światowa. Wykształceni ludzie z wyższych klas utracili dumę ze swej pozycji, a ci z nizin społecznych przestali czuć przed nimi uniżony respekt. W dodatku polityczne awantury doby weimarskiej rozdrażniły Niemców, którzy zapragnęli narodowej jedności. Podczas II wojny, aż do połowy 1944 r. połowę kosztów wojny pokrywano ze wpływów bieżących. Od 1933 do 1939 r. wydano na zbrojenia 45 mld marek (ok. połowy budżetu), a zadłużenie wyniosło 37,4 mld. Już w r. 1935 Hitler zakazał ujawniania poszczególnych pozycji budżetu.
Intensywne zbrojenia i inne wydatki doprowadziły do ogromnego zadłużenia. Jednak władze dużą wagę przykładały do nastrojów społecznych i szybko reagowały w razie ich pogorszenia. Utrzymano niski podatek dochodowy z wysoką kwotą odeń wolną. Przed wojną podniesiono jedynie wprowadzony już w 1920 r. podatek korporacyjny (Körperschaftsteuer) z 20 do 40%, a chodziło głównie o spółki zarabiające na zbrojeniu Niemiec, co też dobrze wpłynęło na nastroje wśród robotników. Wymuszano za to pożyczki wojenne, gdyż duża siła nabywcza ludności, przy braku artykułów konsumpcyjnych, wywołałaby inflację. We wrześniu 1939 opublikowano rozporządzenie o gospodarce wojennej: gromadzenie gotówki uznano za szkodliwe, nałożono też 50% narzut na dochody przedsiębiorstw z dochodami ponad 50 000 reichsmarek rocznie. W 1934 r. podniesiono też kwotę wolną od podatku dochodowego. 9 lat później 70% Niemców było z niego całkiem zwolnionych, a najwyższy 50% próg dotyczył ledwie 4% obywateli. Rosnąca dziura budżetowa i zbliżające się terminy wykupu 5 letnich weksli wymusiły aryzację (przejęcie przez Aryjczyków) mienia żydowskiego, następnie zajęcie Austrii, Czechosłowacji i kolejnych państw, których zasoby służyły stabilizowaniu finansów Rzeszy i dalszym inwestycjom. Na Żydach posiadających ponad 500 marek, wymuszono w 1938 r. zgłoszenie stanu posiadania, którego 20% musieli przekazać rządowi (rok później kolejne 5%). Ukrycie czegokolwiek karano konfiskatą całości i długoletnim więzieniem. Aryzację orzekano za odszkodowaniem (oprocentowany wkład bankowy), lecz po holokauście nie było już wierzycieli. Po nocy kryształowej nałożono na Żydów jeszcze karę 1 mld marek. W roku budżetowym 1938–39, 9% bieżących wpływów państwa wynikał z samej aryzacji. Aż do samego końca wojny, przeciętna rodzina niemiecka nie płaciła bezpośredniego podatku wojennego (Brytyjczycy systematycznie przykręcali obywatelom śrubę fiskalną dokładając jeszcze kontrolowaną inflację). W roku 1940 zniesiono opodatkowanie dodatków za nadgodziny, nocne zmiany i pracę w dni świąteczne. W 1941 r. podniesiono kwotowo emerytury o 4–6 marek. Hitler był przeciw podnoszeniu podatków (co najwyżej najzamożniejszym), licząc na zrównoważenie budżetu po wojnie, kosztem podbitych narodów. Chęć wprowadzania zmian prospołecznych pojawiała się szczególnie u tych nazistów, którzy udzielali się w polityce masowej eksterminacji. Jednak to właśnie wydatki niezamożnych, kupujących artykuły pierwszej potrzeby, były najbardziej inflacjogenne, gdyż zamożni kupowali towary rzadko poszukiwane. Mocno obciążano właścicieli mieszkań czynszowych (podatki, zakaz remontów, zakaz eksmisji), wierzycieli (ochrona przed licytowaniem dłużników), inwestorów giełdowych (hossa związana z inwestycjami windowała ceny akcji, więc wystąpiono przeciw łatwym zyskom). Walory powyżej 100 tys. marek (od 1943 – powyżej 50 tys.) musiały być zbyte na rzecz państwa w zamian za bony, które nie podlegały obrotowi giełdowemu i nie można było ich sprzedać. 3/4 wewnątrzniemieckich obciążeń przypadało na przedsiębiorstwa i zamożniejszych płatników podatku dochodowego. Beneficjentami systemu byli rolnicy, którzy płacili niskie podatki, a otrzymywali znaczące subwencje cenowe, przez co w 1943 r. zgromadzonych mieli 10 mld marek środków płynnych. Także rodziny wielodzietne i rodziny żołnierzy frontowych dostawały znaczące wsparcie, dzięki któremu żyły na stopie nieraz wyższej niż przed wojną. Ich świadczenia nie podlegały egzekucji komorniczej. Rodziny żołnierzy otrzymywały zasiłki w wysokości średnio 73% przedwojennych zarobków, dwa razy więcej niż w UK i USA.

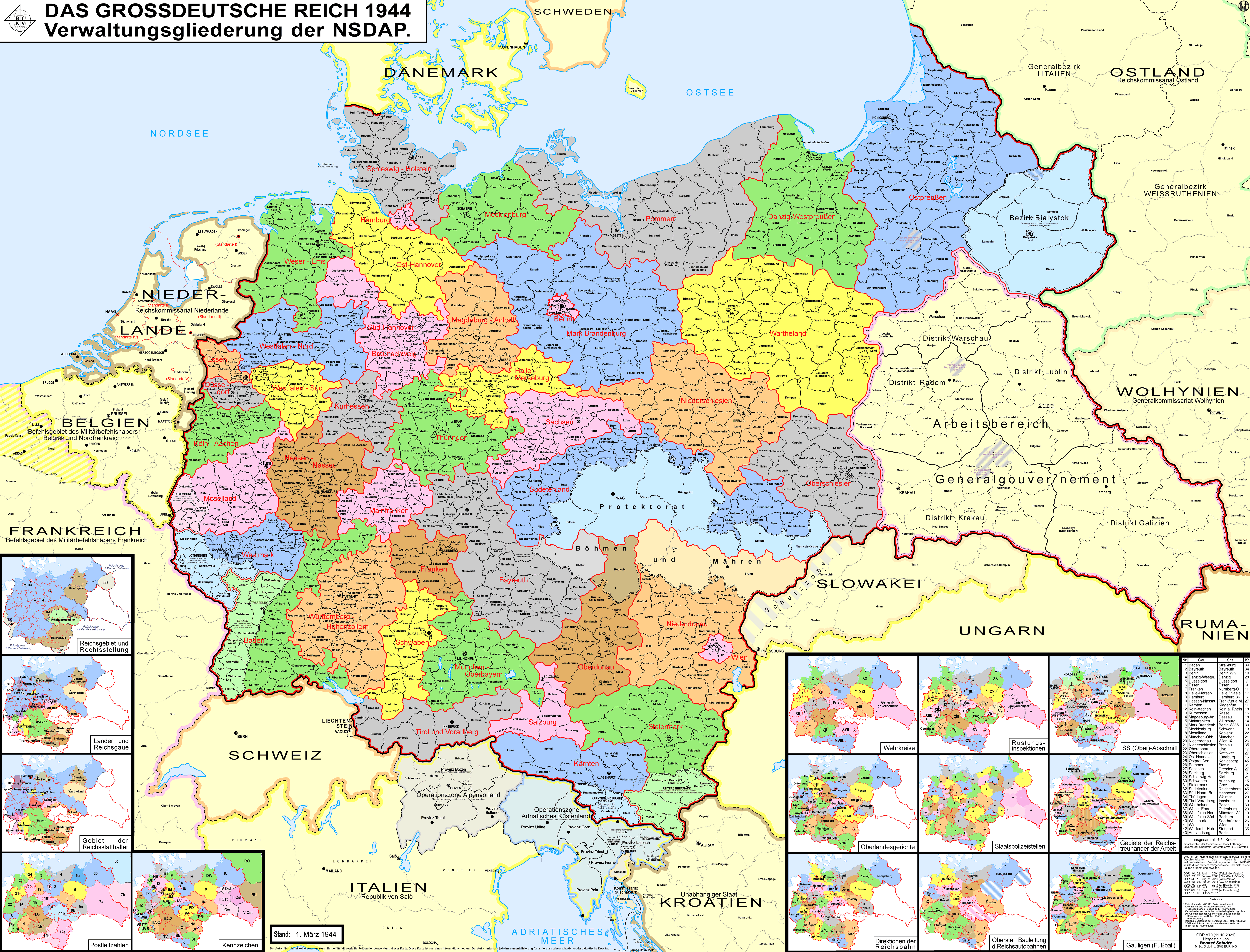
III Rzesza – mapa administracyjna

Jeśli chodzi o bieżące wydatki wojenne III Rzeszy, to Niemcy o niewielkich lub średnich dochodach (do 6000 marek rocznie) złożyli się na ok. 10% ich kwoty, zaś bogatsi opłacili 20% (dla porównania Brytyjczycy z klasy niższej i średniej, zarabiający do 500 funtów rocznie, wpłacili 6 razy więcej niż ci bogatsi). Pozostałe przynajmniej 70% pokryli mieszkańcy państw podbitych i sojuszniczych, robotnicy mniej lub bardziej przymusowi oraz wywłaszczeni Żydzi. Cała ta suma to połowa kosztów, drugą pokrywano z kredytów. W przeciwieństwie do I wojny światowej, nie zabiegano o pożyczki wojenne w społeczeństwie (alianci zachodni dostali od swych obywateli znaczące wsparcie finansowe, np. w UK w 1942 r. spośród 4,6 mld funtów pożyczki wojennej, aż 1,7 mld pochodziło od drobnych ciułaczy). Kredyty brano pod zastaw lokat, bez wiedzy ich właścicieli, a we współpracy z bankami, kasami oszczędności i towarzystwami ubezpieczeń, które już od 1936 r. nabywały niemieckie papiery dłużne. Im dłużej trwała wojna i im bardziej pęczniało zadłużenie, tym większej potrzebowano zdobyczy wojennej na ustabilizowanie rosnącej „piramidy”. Emisja długookresowej pożyczki byłaby testem na zaufanie społeczne, któremu jednak ani Hitler ani Mussolini się nie poddali.
W produkcji żywności nie osiągnięto samowystarczalności więc władze już w sierpniu 1939 r., przewidując problemy, wdrożyły system jej racjonowania, który przetrwał do końca wojny. Zminimalizowano produkcję mięsa, wymagającą większych nakładów i większego areału na wytworzenie kilograma produktu niż produkcja roślinna. Ściągano też do Niemiec tak żywność, jak i robotników rolnych. Po roku 1941 większość żywności ze Wschodu wędrowała już nie do Rzeszy, lecz na Ostfront, a po klęsce pod Moskwą politykę szybkiego zagłodzenia podbitej ludności złagodzono, bo przedłużająca się wojna zwiększała zapotrzebowanie na siłę roboczą. Od 1942 r. wzrastały przymusowe kontyngenty zboża z Europy zachodniej i południowej. Już jesienią 1939 r. wystąpiły objawy gospodarki braków (wykupiono z rynku to, co miało jakąś wartość), a w latach 1939–1941 dochody w Niemczech wzrosły o 21% (zwiększony wymiar pracy). Podatków nie podniesiono, a nadwyżka siły nabywczej wzrosła z 14 do 31 mld marek, więc postanowiono wyeksportować inflację. Starano się by towary i usługi spływały do Niemiec, ale waluta pozostawała w krajach okupowanych. W przypadku rekwizycji, nie wypisywano tradycyjnych pokwitowań, lecz płacono „kuponami kredytowymi”, wymienialnymi na miejscową walutę. Poszkodowani nie mieli więc dowodu wywłaszczenia, a w dodatku jego ciężar rozkładał się na całe społeczeństwo, co pozwalało zachować spokój i nie powodowało chęci ukrycia majątku przed wrogiem lub jego zniszczenia. Gotówka dając nadzieję na zysk pobudzała wręcz miejscową produkcję. Lokalny bank musiał wypłacić pieniądze za te kupony, lecz sam od Reichsbanku nie dostawał nic. Podaż gotówki na rynku ograniczano też poprzez promowanie obrotu bezgotówkowego (przelewy, czeki, weksle z ograniczonym okresem obiegu). W obliczu braku żywności priorytet udzielono cywilom w kraju, a nie żołnierzom na froncie. Oni mieli zaopatrywać się na miejscu. Żołnierzom frontowym przysługiwały przepustki, które spędzali we Francji, czy Bałkanach, gdzie ogołacali lokalne rynki zaopatrując się we wszelkie dobra, które przesyłali pocztą rodzinom w Rzeszy. Utrudniano przy tym kontrolę celną przesyłek ze strony władz państw okupowanych, a rodzinom żołnierzy pozwalano wysyłać dowolną ilość pieniędzy na zakupy (przy okazji pozbywano się z domów starzyzny, na którą był popyt na Wschodzie). Przeprowadzono też dewaluację o 25–30% w krajach pod okupacją, przez co potaniono produkty w opanowanym przez Niemców obszarze gospodarczym i ułatwiono ich wywóz (rubla w 1941 r. zdewaluowano o 80% podrażając markę z 2,12 rb do 10 rb). Mimo tego Niemcy mieli wciąż deficyt w handlu zagranicznym, jednak poradzono sobie dokonując płatności z budżetów państw okupowanych, a nawet odkładając ją na czas powojenny, co było wymuszoną, nieoprocentowaną pożyczką. Nawet robotnicy z Zachodu, dobrowolnie pracujący w Rzeszy, byli opłacani z budżetów własnych krajów (ci ze Wschodu dostawali najniższą stawkę z licznymi potrąceniami sięgającymi nawet 3/4 pensji). W połowie 1944 łączne świadczenia z państw okupowanych w towarach i usługach od początku okupacji szacowano na 70–80 mld reichsmarek, z czego 1/3 stanowił odroczony dług (zapisywany na kontach clearingowych). W 1940 r. Niemcy zażądali od banków narodowych Francji, Belgii i Holandii ujawnienia walorów, a prywatne skrytki zablokowano. Otworzyć je można było tylko w obecności niemieckiego urzędnika, który w przypadku „wrogów państwa” przejmował zasoby. Ogólnie samego złota przejęto w tych krajach 53,6 ton. W 1941 r. rozpoczęto wysiedlanie Żydów z Niemiec na Wschód. Planowano tę akcję na czas po wojnie, lecz brytyjskie bombardowania osiedli mieszkalnych wywołały ze strony poszkodowanych zapotrzebowanie na mieszkania i wyposażenie, które władze musiały pilnie zaspokoić. Wkrótce rozszerzono akcję wysiedleń na kraje okupowane, skąd zwożono całe pociągi mebli i innych ruchomości. Żydzi finansowali odszkodowania ofiarom nalotów także poza Rzeszą, nawet muzułmanom w Tunezji zajętej przez Wehrmacht w listopadzie 1942.

Europa zdominowana przez III Rzeszę

Niemcy korzystali z usług prywatnych przedsiębiorstw dla lepszego wykorzystania przejmowanego mienia. Powoływano też przedsiębiorstwa–przykrywki mające ułatwić pranie pieniędzy i zacieranie śladów ich pochodzenia. W proces aryzacji Niemcy angażowali lokalną władzę, co miało czynić ich wspólnikami rabunku, a także służyć jako parawan wobec konwencji haskiej regulującej metody wywłaszczania ludności uznanej za wrogą w czasie wojny. O ile Francuzi, Holendrzy, Norwegowie, Węgrzy, Grecy poddali się naciskom, to Belgowie i Polacy stwarzali trudności na każdym kroku i niemieckie struktury musiały zajmować się tym same. Według słowackich wyliczeń Niemcy wymusiły na Bratysławie 7 mld koron, z czego 40% kraj skompensował sobie na miejscowych Żydach. Ogólnie z Żydami postępowano tak, że wpierw wzywano ich do zarejestrowania swego majątku (w Chorwacji już 20 dni po zajęciu Zagrzebia i przejęciu władzy przez ustaszy), po czym nakładano na nich wysoki podatek od posiadanego kapitału. Następnie systematycznie wysiedlano ich do gett i obozów zagłady, a na końcu oficjalnie przejmowano „mienie niczyje” i sprzedawano, a środki przeznaczano na wojnę oraz stabilizację waluty. Wiosną 1941 r. Bułgaria musiała pożyczyć na rzecz Wehrmachtu 1,4 mld lewów, a potem, co kilka miesięcy Niemcy domagali się kolejnych pożyczek. Także zadłużenie clearingowe Berlina zamieniano Bułgarom na „pożyczki”, które w roku 1945 nie miały już żadnej wartości. W zamian za zajęcie pewnych terytoriów kosztem Grecji i Jugosławii, Sofia wzięła na siebie wszystkie koszty wojskowe ponoszone przez Niemców w Bułgarii. Mieszkający na anektowanych terenach Żydzi, przy wymianie waluty na bułgarską dostali o 30–50% mniej niż inni. Niemcy niekiedy musieli ratować walutę sojusznika słabnącą z powodu wywozu towarów z kraju. Gdy w Rumunii wywłaszczono już Żydów, a towar na rynku nie pokrywał już nominalnej wartości lei, dostarczono w latach 1940, 1942 i 1943 łącznie 48 ton złota. W przeciwnym razie musiano by wprowadzić tam markę.
W 1945 r. Rzesza zadłużona była w niemieckich bankach na 110 miliardów marek, w kasach oszczędnościowych na 54 mld, w towarzystwach ubezpieczeniowych na 25 mld oraz na 33 mld w ramach umów clearingowych. Niemcy ściągnęli z zagranicy przynajmniej 170 mld marek. Rabunkowa polityka i redystrybucja łupu tworzyła podstawy społecznego dobrobytu wojennego, co miało znacznie większy wpływ na lojalność wobec władz niż nazistowska propaganda i terror. Spośród 16 tysięcy wyroków śmierci orzeczonych wobec niemieckich cywilów, 15 tys. zapadło po kryzysie zimowym 1941–42. Podobnie było w wojsku (w czasie wojny wykonano 20 tys. wyroków śmierci na żołnierzach). Większość Niemców nie była entuzjastami reżimu, ale zachowało pasywną lojalność i dostosowało się do systemu w celu korzystania z oferowanej przezeń możliwości konsumpcji, co jednak wystarczyło władzom do swobodnego działania aż do połowy 1944 r. Różne grupy popierały NSDAP z różnych powodów: jedni z okazywanej przez nazistów wrogości do Francji, inni z niepokoju o upadek tradycyjnej moralności wśród młodzieży, jeszcze inni zachwycali się antyklerykalizmem i antyelitaryzmem, względnie antybolszewizmem, nawet jeżeli obawiali się innych jej dążeń. Ponieważ Niemcy nie chcieli iść po raz drugi na wojnę z czystego patriotyzmu, politycy zaczęli od razu dzielić wojenny łup, nie czekając na zwycięstwo. Heinrich Himmler, szef SS i zarazem komisarz ds. osadnictwa, chciał by zdobyte na Wschodzie mienie przekazać po wojnie bezpośrednio osadnikom, ale przeważyła koncepcja ich upaństwowienia, a następnie odpłatnej prywatyzacji (w celu oddłużenia państwa). Fritz Reinhardt planował zwrot długu wierzycielom w naturze, byleby nie wypłacać im gotówki, której napływ zdestabilizowałby rynek dóbr konsumpcyjnych. Łączną kwotę dla państwa ze sprzedaży ziemi, surowców i zakładów w ZSRR oceniał on na „kilkaset miliardów marek”. Główną siłą napędową polityki terroru, niewolnictwa i eksterminacji stanowiła troska rządu Hitlera o dobro niemieckiego narodu, któremu wódz obiecywał wdrożenie po wojnie „wspaniałego i obszernego programu socjalnego, który obejmie zarówno niemieckich robotników, jak i chłopów”. Fachowcy finansowi, tacy jak Schwerin von Krosigk nie chcieli zbyt szybko doprowadzić po zwycięskiej wojnie do upadku podbitych państw, lecz skłaniali się ku „średnioterminowemu” maksymalizowaniu zysków. Natomiast przywódcy partyjni skupiali się na bieżącej polityce gospodarczej, w celu utrzymania społecznego poparcia, toteż naciskali na zwiększenie wyzysku okupacyjnego, byleby nie obciążać Niemców kosztami wojny. Chwiejna równowaga pomiędzy tymi siłami okazała się nadspodziewanie trwała i skuteczna. Instytucje partyjne dogadzały narodowi, a Ministerstwo Finansów i Reichsbank kreatywnie równoważyły budżet. Umiejętne połączenie socjalizmu z korporacjonizmem i współdziałanie nazistów ze specami od finansów, nadało III Rzeszy długotrwałą i niszczycielską siłę, a kraj w przeciwieństwie do I wojny światowej, był w stanie stawiać opór do samego końca.
Niemieckie doświadczenia związane z aprowizacją, zaowocowały po wojnie wypracowaniem przez nich dyskontowego modelu w handlu detalicznym .

### Frankizm w Hiszpanii
W sferze społeczno-gospodarczej frankizm, zaadaptował silny w tym kraju syndykalizm, który po zwycięstwie w wojnie domowej i przejęciu władzy w 1939 r. przekształcono w syndykalizm narodowy. Systemowi temu bliżej było do socjalizmu (narodowego), jednak pod koniec lat 50. wdrożono bliższy korporacjonizmowi tzw. hiszpański cud gospodarczy.

Hiszpania czasów wojny domowej

Partia Falange Española (FE) głosiła z początku niejasny program oparty na nacjonalizmie i solidaryzmie społecznym, jednakże zbliżony do faszyzmu. Jej przywódca José Antonio Primo de Rivera przyjął postulaty faszyzmu włoskiego, popierał autorytaryzm oraz przyjął symbolikę i hasła faszystowskie. W roku 1934 połączyła się ona z partią Juntas de Ofensiva Nacional-Sindicalista (JONS) tworząc FEJONS i przyjęła jej program narodowo-syndykalistyczny. Nowy program znalazł pełny wyraz w Manifeście Falangi, który głosił doktrynę mocarstwowej Hiszpanii, wprowadzenie państwa totalitarnego, podporządkowanie kościoła katolickiego interesom państwa, reformę rolną i zastąpienie rynku organizacją państwowych syndykatów wytwórczych. W pierwszym numerze falangistowskiego pisma Arriba España de Pamplona z 1 sierpnia 1936 r. padł slogan nawołujący do walki z judaizmem, masonerią, marksizmem i separatyzmem. Podczas wojny domowej (1936–1939) FE i JONS wsparły rebeliantów Francisco Franco. W roku 1937 generał Franco połączył FEJONS z karlistami i monarchistami w Falange Española Tradicionalista y de las Juntas de Ofensiva Nacional-Sindicalista (FET y JONS). Nowo powstałe ugrupowanie miało o wiele mniej radykalne oblicze, ponieważ w rzeczywistości było szeroką koalicją ugrupowań nacjonalistycznych i konserwatywnych. Na czele ugrupowania, liczącego w momencie zjednoczenia 250 tys. członków, stanął generał Franco jako caudillo (wódz). Po zwycięstwie, ku zadowoleniu konserwatystów, Franco stopniowo usuwał z ugrupowania radykalnych działaczy o faszystowskich poglądach.
Hiszpańska Organizacja Syndykalna (Organización Sindical Española) była organizacją mającą na celu zapobieganie ruchom robotniczym i walkom pracodawców z pracownikami. Była jedyną legalną organizacją syndykatu we frankistowskiej Hiszpanii, a inne związki zawodowe zostały zdelegalizowane. W 1940 r. w miejsce związków zawodowych wprowadzono pionowe syndykaty jednoczące pracodawców i pracowników, pod zwierzchnictwem FET y JONS. Połączono robotnicze organizacje falangistów, tradycjonalistów z organizacjami grupującymi pracodawców. W przeciwieństwie do Narodowego Syndykalizmu, gdzie zrównano robotnika i przedsiębiorcę, lecz proponowano syndykalną własność przedsiębiorstw, w HOS pracownicy i pracodawcy byli podporządkowani kierownictwu państwa– syndykatu. Strajki były zabronione, ale i przedsiębiorcy musieli mieścić się w wyznaczonych normach. Okres ten cechowała polityka gospodarczej samowystarczalności, silnego protekcjonizmu i blokowania napływu kapitału z zagranicy. Od 1959 r. technokraci zaczęli liberalizować ten ustrój. W latach 60. i 70. przeprowadzono trzy plany gospodarcze, stabilizujące budżet i zwiększające skalę inwestycji w przemysł i turystykę. Poskutkowało to gwałtownym wzrostem gospodarczym, który uległ jednak załamaniu przez kryzys naftowy w 1973. Organizacje syndykalistyczne istniały jednak do samej śmierci dyktatora.
Do połowy lat 50. narodowy syndykalizm, pozostawał bardziej pod wpływem narodowo-radykalnej ideologii Falangi, aniżeli wskazówek Quadragesimo anno. Zawiązki ustroju korporacyjnego budowano także pod rządami Philippe’a Pétaina w Państwie Francuskim (État Français, a nie jak dotąd Republika Francuska), na Słowacji księdza Józefa Tiso i w innych krajach europejskich. Możliwość tworzenia izb korporacyjnych zakładała też polska konstytucja z 1935 .

### Estado Novow Portugalii
W 1926 r. armia położyła kres zanarchizowanej, masońskiej republice, a od 1928 stopniowo dyktatorską władzę obejmował António Salazar, który nie tylko nie był związany z Mussolinim, ale wręcz usunął faszystowską partię z Portugalii i dystansował się od wszystkich faszystowskich reżimów w Europie. W dziedzinie gospodarki, system portugalski jego czasów uznano za katolicki korporacjonizm. Salazar wyrażał też wrogość do marksizmu i liberalizmu. W 1933 roku, stwierdził:

Dyktatura nasza jest pokrewna dyktaturze faszystowskiej, poprzez umocnienie władzy państwa wojną wydaną niektórym zasadom demokracji, poprzez swój zdecydowany charakter narodowy oraz poprzez troskę o ład społeczny. Różnica zaś zaznacza się w postępowaniu na rzecz odrodzenia. Otóż dyktatura faszystowska ciąży ku pogańskiemu cezaryzmowi, ku nowemu państwu, które nie zaważając na granice natury prawnej czy moralnej, prze do celu, bez skrupułów łamiąc wszystkie przeszkody (...) Portugalskie Nowe Państwo przeciwnie, nie może i nie zamierza w swej reformatorskiej akcji przekraczać pewnych granic natury moralnej, które uważa za niezbędne, niczym ostrzegawcze sygnalizatory .

Konstytucja z 1934 r. proklamowała Portugalię państwem korporacyjnym, opierającym swoje istnienie na współdziałaniu „osób moralnych” różnego typu, tj. poszczególnych ludzi, rodzin, gmin i municypiów oraz stanów zawodowych. Ustanowiono trójstopniowy system korporacyjny, na szczeblu najniższym składający się ze związków zawodowych pracowników i stowarzyszeń pracodawców (ze względu na specyfikę gospodarki portugalskiej osobną korporację tworzyli rybacy) oraz związków twórczych i wolnych zawodów, tworzących na szczeblu pośrednim federacje regionalne, a na najwyższym – ogólnokrajowe. Tak samo jak w Austrii, korporacje uzyskały reprezentację legislacyjną w postaci opiniodawczej Izby Korporacyjnej, której uprawnienia były nawet poważniejsze niż Zgromadzenia Narodowego, jako że mogło ono debatować dopiero nad propozycjami już zaakceptowanymi przez nią. Pomimo dużej trwałości tego ustroju (przerwanej dopiero rewolucją 1974) i kierowania się zasadą dobrowolności oraz wolą oddolnego zakładania korporacji, co wynikało ze szczerego antyetatyzmu Salazara, faktycznie uległy one skostnieniu, co w głównej mierze stanowiło wynik biernego, wręcz apatycznego charakteru narodowego Portugalczyków .
Konserwatywni badacze, Jaime Nogueira Pinto i Rui Ramos, stwierdzili, że początkowa polityka gospodarcza Salazara zapewniła stabilność polityczną i finansową kraju, porządek społeczny i wzrost gospodarczy, po niestabilnych latach I Republiki. Inni historycy, jak lewicowy polityk Fernando Rosas, wskazują, że polityka Salazara w latach 1930–1950, doprowadziły do stagnacji gospodarczej i społecznej oraz ogromnej emigracji, sprowadzając Portugalię do poziomu najbiedniejszych krajów Europy .

### Estado Novow Brazylii

Brazylia

Wspomniany już Getúlio Vargas przejął władzę w 1930 roku w wyniku zamachu stanu. Dążył do centralizacji władzy i osłabienia autonomii brazylijskich stanów. Początkowo sprzyjający interesom klas wyższych z partii Aliança Liberal, preferował wolny rynek i gospodarczy liberalizm, jednak na skutek pogłębiającego się kryzysu lat 30. przeszedł na pozycje korporatywistyczne. Od 1934 propagowano ruch Integralizmu, który posługiwał się symboliką faszystowską i nazistowską. Integralistyczna organizacja paramilitarna była finansowana przez Mussoliniego i Hitlera, a kampanie propagandowe integralizmu wzorowano bezpośrednio na europejskich nacjonalizmach. Vargas otwarcie sympatyzował z ruchami faszystowskimi, co było związane z jego wrogim usposobieniem wobec komunizmu, jednakże od 1937 doszło do rozluźnienia relacji z Włochami i Niemcami. Po wybuchu II wojny światowej Vargas odrzucił wzorce faszyzujące i przyjął bardziej liberalną politykę i wysłał do Europy korpus ekspedycyjny, który walczył we Włoszech. Prowadził politykę uprzemysłowienia kraju, ograniczył znaczenie obcego kapitału, wprowadził szereg praw pracowniczych i zaprzestał ingerowania w działanie związków zawodowych. Prowadził represje wobec komunistów. Starał się godzić postulaty robotników i konserwatywnej generalicji, przez co naraził się obydwu środowiskom. W 1954 został odsunięty od władzy i popełnił samobójstwo.
Polityka Vargasa miała dwa ważne cele, stymulowanie uprzemysłowienia i zmniejszenie uzależnienia gospodarczego od zagranicy oraz zwalczanie wpływów komunistycznych. Deklarowanym celem było połączenie wszystkich klas społecznych we wspólnym interesie. Nowa konstytucja ustanowiła system państwowego kapitalizmu. Rozszerzono programy pomocy społecznej, wprowadzono płacę minimalną, ale też rygorystyczne ograniczono możliwości organizowania związków zawodowych i „nieuprawnionych” strajków. Poza korporacjonizmem, konstytucja ograniczała autonomię poszczególnych prowincji. Centralizacja miała ograniczyć wpływy latyfundystów, którzy utrudniali modernizację i działać na korzyść średniozamożnej klasy miejskiej. Rozwijano szeroko zakrojony interwencjonizm wzorowany na amerykańskim New Deal). Po zamachu z 1937 r. faszyzującą ideologię integralizmu zastąpiono ideologią Nowego Państwa. Vargas rozbudował zasięg szkolnictwa wyższego. Doprowadził do powstania pierwszej huty w Brazylii, znacjonalizował wydobycie i przetwórstwo ropy naftowej, wprowadził 40-godzinny tydzień pracy, płacę minimalną i inne regulacje, chroniące pracowników z klasy średniej i niższej. Jednak wiele z tych regulacji nie było przestrzeganych przez pracodawców, zwłaszcza na wsi.

### Peronizm w Argentynie
Peronizm zwany jest też justycjalizmem. Juan Perón oparł swą władzę na poparciu związków zawodowych i części klasy średniej. W gospodarce prowadził politykę interwencjonistyczną. Łączył w swojej polityce nacjonalizm (hasło wielkiej Argentyny) z hasłami sprawiedliwości społecznej, pokoju klasowego i trzeciej drogi. Elementy swej ideologii Peron zaczerpnął z europejskiego faszyzmu, amerykańskiego New Deal, katolickiej nauki społecznej oraz socjalizmu. Przed wojną wyrażał podziw dla włoskiego ustroju społeczno-gospodarczego, ale już nie politycznego. W opracowaniu Apuntes de historia militar z 1932 r. stwierdził, że realną alternatywną dla liberalnej demokracji, którą postrzegał jako plutokracja, może być tylko socjaldemokracja lub system opresyjny . W 1938 r. miał on pozytywnie wyrazić się na temat hiszpańskiego narodowego syndykalizmu, zaś w trakcie pobytu w Europie w latach 1939–1941 poznał włoski faszyzm, niemiecki nazizm oraz inne systemy autorytarnego korporacjonizmu. Zdaniem prof. Jacka Bartyzela, justycjalizm podawany często za reprezentatywny przykład latynoskiej odmiany korporacjonizmu, w ogóle nie miał z nim nic wspólnego, gdyż był w istocie skrzyżowaniem uprzywilejowanej pozycji klasowych związków zawodowych z populistyczną demagogią antyklerykalnej władzy, szafującej „bezpłatnym” rozdawnictwem dóbr i przywilejów aż do całkowitej ruiny finansów państwa i pojedynczych obywateli .
Po zamachu stanu w Argentynie zorganizowanym w 1943 r. przez tajne stowarzyszenie oficerów wojskowych GOU (o sympatiach proniemieckich i nieprzychylnych Anglosasom), Peron został ministrem pracy. Dzięki reformom społecznym i sukcesowi w walce ze skutkami trzęsienia ziemi w San Juan z 1944 został dodatkowo wiceministrem wojny i wicepremierem. Wraz z żoną Evitą stworzył pierwszy krajowy system ubezpieczeń społecznych w Argentynie, wprowadził szeroki zakres świadczeń socjalnych dla pracowników zrzeszonych w związkach . Skrócono dzień pracy w różnych gałęziach przemysłu, wprowadzono płatne urlopy i wakacje, minimalne wynagrodzenie i maksymalną liczbę godzin pracy, a pracodawcy musieli poprawić warunki pracy i zapewnić odprawy i odszkodowania. Perón uruchomił roboty publiczne, zamroził czynsze wiejskie, ustanowił nowe instytucje które przyczyniły się do późniejszego wzrostu płac.

Argentyna

W 1946 r. Peron został prezydentem. Jego celem była niezależność ekonomiczna Argentyny i sprawiedliwość społeczna. Opracowano plan pięcioletni, mający zwiększyć produkcję przemysłową, poprawić jakość infrastruktury (w prywatnych i publicznych sektorach) i usług publicznych, doprowadzić do pełnego zatrudnienia i zwiększyć wynagrodzenia . W trakcie prezydentury przeistoczył swą Partię Pracy w nowe ugrupowanie o nazwie Partia Justycjalistyczna. Od początku partia skupiała w swoich szeregach zarówno lewicowych związkowców, jak i konserwatywnych nacjonalistów . Znacjonalizowano koleje należące głównie do przedsiębiorstw brytyjskich i francuskich, a także transport publiczny i uniwersytety. Przejęto kontrolę nad eksportem ziarna z rąk wielkich konglomeratów . Środki uzyskiwane z eksportu artykułów rolnych, przeznaczono na inwestycje w innych sektorach gospodarki, walkę z bezrobociem, wykup przedsiębiorstw z rąk kapitału zagranicznego, utrzymywanie bezpłatnego szkolnictwa itp. Wprowadzono kontrolę cen żywności, a państwo zaczęło udzielać pracownikom kredytów mieszkaniowych. Obniżono też wiek emerytalny do 55 lat. Ubezpieczeniami społecznymi objęto niemal wszystkich robotników, a opieka zdrowotna stała się powszechna   . W rządzie znalazło się miejsce zarówno dla bogatych przemysłowców, jak i socjalistów. Prezydent wzmocnił związki zawodowe i Argentyna stała się najsilniej uzwiązkowionym krajem w Ameryce Południowej .
Peron jako pierwszy określił w 1949 roku swoją politykę zagraniczną mianem trzeciej drogi. Jej celem było uniknięcie udziału w zimnej wojnie i utrzymanie bliskich relacji zarówno z USA, jak i z ZSRR . Jako przeciwnik pożyczek zagranicznych, Peron odmówił przystąpienia kraju do GATT. USA uznały Argentynę za przyczółek komunizmu w Ameryce, w związku z tym wprowadzono antyargentyńskie embargo, a państwom korzystającym z planu Marshalla zakazano importu z Argentyny. Według biografia Josepha Page, „Plan Marshalla był gwoździem do trumny ambicji Perona przekształcenia Argentyny w potęgę przemysłową” . W okresie jego rządów Argentyna przyjmowała licznie uciekających z powojennej Europy Niemców. Peron liczył na naukowców, którzy mieli pomóc w rozwoju naukowym i technicznym kraju . Skorzystało z tego wielu zbrodniarzy wojennych. Zarazem Peron zapewnił argentyńskim Żydom tolerancję i umożliwił im awans społeczny. Kobietom przyznano prawa wyborcze.
Dochodziło do coraz mocniejszych tarć z konserwatywną opozycją. Prezydent popadł też w konflikt z Kościołem katolickim, w związku z legalizacją rozwodów i prostytucji oraz zniesieniem dni wolnych w przypadku kilku świąt kościelnych . Jego antyklerykalizm umacniał się dodatkowo za sprawą udziału niektórych duchownych w organizacjach lewicowych. W końcu doszło do rozłamu w łonie samych peronistów . Doszło do kilku prób wojskowego puczu. Sukcesem zakończył się przewrót z września 1955 r. Władzę objęły konserwatywne elity ziemiańskie. Peronowi udało się zbiec i po kilku latach osiadł we frankistowskiej Hiszpanii. Dopiero w 1973 r. udało się zorganizować wolne wybory, w których zwyciężył Justycjalistyczny Front Wyzwolenia, skupiający m.in. peronistów. W październiku Peron wrócił do władzy i przywrócił swe poprzednie rozwiązania. Jednak gdy kraj dosięgnięty został przez kryzys naftowy, rząd został zmuszony do polityki oszczędności . Doszło do walk w łonie peronistów, gdy frakcja prawicowa objęła newralgiczne stanowiska państwowe (zwłaszcza José López Rega, który został doradcą prezydenta) i zaczęła zwalczanie peronistów lewicowych. Jako Minister Dobrobytu Społecznego, Rega utworzył paramilitarną Triple A, finansowaną z budżetu ministerstwa i wykorzystywaną do fizycznego eliminowania opozycji lewicowej i umiarkowanej . Po zabójstwie umiarkowanego szefa największego w kraju związku zawodowego (sprawców nie ujęto), o morderstwo oskarżono opozycyjną Rewolucyjną Armię Ludu (sam Peron dał się wtedy przekonać do pomysłu rozprawy z nimi). Po jego śmierci w 1974 r. prezydentem została jego żona Isabelita, która zwiększyła wpływy Regi, nasilając terror wobec opozycji i w konsekwencji wzmogło lewicową rebelię (w 1975 rozpoczyna się intensywna partyzantka wiejska w prowincji Tucumán) .
Po okresie rządów junty wojskowej (1976–83) Partia Justycjalistyczna w wyborach zyskuje regularnie 30–40% poparcia. W latach 80. i 90. przeważała prawicowa frakcja, reformująca kraj w duchu neoliberalizmu (deregulacja, prywatyzacja, otwarcie kraju na kapitał międzynarodowy), natomiast od 2003 r. prezydentem został Néstor Kirchner, a następnie jego żona Christina (2007–2014), którzy wywodzą się z peronistowskiej lewicy. Okres ich rządów nazwano kirchneryzmem .

## Korporacjonizm liberalny
Korporacjonizm liberalny zwany też neokorporacjonizmem, oznacza system dobrowolnego uczestnictwa organizacji gospodarczych i społecznych. Nie wymusza uczestnictwa w reżimie zinstytucjonalizowanej współpracy. Niektóre sprawy, jak płaca minimalna w przemyśle ustalona przez system oznacza jednak, że także stowarzyszenia niezaangażowane, będą zmuszone do ich uznania i zasady te mają zastosowanie również do nich. Integracja dokonuje się zarówno w zakresie decyzji o formułowanej polityce, jak również o warunkach wykonywania funkcji i usług publicznych. Elementy mediacji procentowej to wzajemne przekazywanie informacji, negocjacje umów wielostronnych i kontrola zobowiązań, które wymagają wysokiego stopnia gotowości do porozumienia między zainteresowanymi stronami.
Elementy liberalnego korporacjonizmu pojawiły się u Johna Stuarta Milla, angielskiego filozofa i zwolennika liberalizmu demokratycznego, który dostrzegał w gospodarce liberalnej potrzebę istnienia związków korporacyjnych, pomagających słabszym jednostkom utrzymać się na rynku i umożliwiającym im wpływanie na sytuację poprzez instytucje demokracji gospodarczej. Liberalny korporacjonizm należy do tego rodzaju korporacjonizmu, który nie odrzuca kapitalizmu ani indywidualizmu, ale uważa iż przedsiębiorstwa komercyjne, oprócz maksymalizowania zysku, powinny być instytucjami socjalnymi, rozpoznającymi potrzeby swoich pracowników. Ta liberalna korporacyjna etyka wykazuje podobieństwo do tayloryzmu, ale domaga się demokratyzacji przedsiębiorstw. Liberalni korporacjoniści wierzą, że uczestnictwo wszystkich pracowników w wyborach do zarządu przedsiębiorstwa, pogodzi „etykę i efektywność, wolność i porządek, swobodę i racjonalność”.
Pod koniec XIX wieku liberalny korporacjonizm zaczął zdobywać swych admiratorów w Stanach Zjednoczonych, gdzie był on wpływowym elementem tamtejszego ruchu progresywistów. W Stanach Zjednoczonych, korporacjonizm gospodarczy obejmujący współpracę kapitału z pracownikami, miał wpływ na New Deal, program gospodarczy Franklina Roosevelta z lat 30., jak również na keynesizm, a nawet fordyzm. Uważa się, że wsparcie przez amerykańskich przywódców związkowych liberalnego korporacjonizmu i progresywistów, dokonało się pod wpływem europejskiego syndykalizmu, a szczególnie anarchosyndykalizmu. Liberalny korporacjonizm jest często krytykowany przez zwolenników liberalnego pluralizmu, którzy sprzeciwiają się przyznawaniu praw do organizowania grup interesu. W II połowie XX wieku liberalny korporacjonizm znalazł zwolenników w Austrii, Danii, Finlandii, Norwegii i Szwecji.
Za sprawą bieżących kontaktów, rząd może skuteczniej reagować na sytuację gospodarczo-społeczną. Odciąża to agencje rządowe i ministerstwa. W przypadku kontroli, poszczególne związki dzielą się odpowiedzialnością za interes ogólny, w sferach dotyczących swych zainteresowań i kompetencji. Jednakże korporacjonizm miewa tendencje do dokonywania wyłomów wewnątrz przeciwnych grup i negocjowanie z tylko z przychylniejszymi im frakcjami, reprezentującymi tę grupę. Jest też ryzyko skaptowania władz państwowych, jak również prób utajniania procesu decyzyjnego. Celem jest współpraca z przedstawicielami już na etapie na projektu aktów prawnych. Dotyczy to w szczególności interesów tradycyjnych organizacji pracy (związków zawodowych i organizacji pracodawców) w ramach polityki gospodarczej. Istnieje realne niebezpieczeństwo partykularyzmu na rzecz zorganizowanych organizacji patronackich. Liberałowie gospodarczy postrzegają korporacjonizm jako nieefektywny, chroniony przez państwo kartel, przynoszący obniżkę ogólnego dobrostanu.

### Neokorporacjonizm w powojennej Europie
Skompromitowanie pojęcia korporacjonizmu przez jego etatystyczno-faszystowską imitację doprowadziło wszędzie do zaniku korporacyjnych instytucji i uwiądu myśli korporacjonistycznej po II wojnie światowej. Także Magisterium Kościoła wycofało się z jego zalecania, a nawet posługiwania się tym terminem. Nie ma go już ani w encyklikach społecznych Jana XXIII, ani w soborowej konstytucji Gaudium et spes .
Liberalny korporacjonizm występuje szczególnie w krajach, w których społeczeństwo dojrzewa do demokracji oddolnej, takiej jak w Szwajcarii. Jednym z elementów tego korporacjonizmu jest trójstronność (tripartism), czyli współdziałanie rządu, związków zawodowych i organizacji pracodawców (w Polsce Komisja Trójstronna). Między pracodawcami i pracownikami pojawiają się sprzeczności (na przykład na tle płac), więc jeśli to możliwe, rozwiązuje się je nie poprzez strajki i inne metody konfrontacyjne, lecz próbuje się wpierw osiągnąć porozumienie, od razu na poziomie krajowym. W takich sytuacjach dokonuje się ustaleń korporatywistycznych, a osiągnięte porozumienie ma również bezpośrednie znaczenie dla polityki wydajności, np. normalizacji technicznej, wykształcenia zawodowego lub polityki zdrowotnej (np. zgodnego działania w ochronie zdrowia). Ich stosowanie jest zasadniczą cechą nowoczesnej technologii, lokalizacji i polityki strukturalnej. Pojęcie pomocniczości odnosi się do samoregulacji państwa i łagodzenia funkcji sieci korporacyjnych. W wyniku przeniesienia części funkcji publicznych na zainteresowane strony, strategia regulująca usprawnienia państwa jest jawna i podlega społecznej kontroli.
W powojennej Europie zachodniej, korporacjonizm forsowany był przez chadeków (pod wpływem katolickiej nauki społecznej), narodowych konserwatystów, a nawet socjaldemokratów jako alternatywa dla kapitalizmu liberalnego. Neokorporacjonizm wspierał koncepcję gospodarczego trypartyzmu, polegającego na trójstronnej interakcji silnych związków zawodowych, związków pracodawców oraz rządu, które mają współpracować w ramach „społecznego partnerstwa” negocjując kierunki zarządzania gospodarką narodową. Praktycznym przykładem takiego korporacjonizmu jest polityka konzertierte Aktion (wspólne działanie) podjęta w czasach pierwszej wielkiej koalicji w RFN (1966–1969), w której polityka władz, organizacji pracodawców i związków zawodowych została skoordynowana dla osiągnięcia celów makroekonomicznych. Korporacyjne systemy społeczne ukształtowane w powojennej Europie stanowiły szerokie spektrum: od ordoliberalnej wersji społecznej gospodarki rynkowej w Niemczech, poprzez irlandzkie partnerstwo socjalne, holenderski model polderowy, szwajcarsko-belgijski model reński, aż do modelu nordyckiego w krajach skandynawskich. W tzw. państwach dobrobytu (welfare states) system gospodarczy stanowił mieszankę korporacjonizmu, liberalizmu i socjalizmu (liberalny socjalizm, socjalliberalizm), których proporcje zależały od miejscowych uwarunkowań, a poszczególne modele gospodarcze w różnych krajach wypracowywano w wyniku negocjacji i uzgadniania stanowisk, zjawiska naturalnego dla demokracji.
Próby tworzenia neokorporacjonistycznych rozwiązań na linii kapitał–pracownik w Stanach Zjednoczonych, były w latach 80. bezskutecznie forsowane przez Gary’ego Harta i Michaela Dukakisa. Również Robert Reich z Departamentu Pracy w administracji Billa Clintona promował reformy w tym duchu.
Wspomniany już prof. Bartyzel stwierdził, iż neokorporacjonizm występujący w wielu współczesnych państwach demoliberalnych (najsilniej w Austrii, Szwecji oraz Norwegii, w stosunkowo szerokim zakresie także w Niemczech, Belgii, Holandii, Danii, Finlandii i Polsce), z klasycznym korporatywizmem łączy jedynie nazwa. Grupy interesu – związki zawodowe i organizacje pracodawców – zostały tu włączone do systemu politycznego, zyskując niejednokrotnie formalny status quasi-publicznych organów państwa, a zwłaszcza znaczny wpływ na procesy legislacyjne. Struktura powiązań pomiędzy nimi a państwem ma często (również w Polsce) charakter trójstronnych ciał, negocjacyjnych ustalających w procedurach przetargowych kwestie płacowe, cenowe, podatkowe. W rzeczywistości tak rozumiany korporacjonizm, opierający się na przesłankach utylitaryzmu i egoizmu grupowego oraz na naturalistycznej antropologii, jest zaprzeczeniem idei klasycznej wersji organicznego i chrześcijańskiego reżimu, który stany zawodowe pojmował jako solidarną wspólnotę, a nie jako mechaniczne zsumowanie interesów pracobiorców i pracodawców .

## Korporacjonizm na Dalekim Wschodzie
W krajach Dalekiego Wschodu po II wojnie światowej (Japonia, Korea Południowa, Tajwan, Singapur) sukcesy związane są w znacznej mierze, z cechującą Azjatów mentalnością, stanowiącą część fundamentu kulturowego. Wykreowany przez uwarunkowania kulturowe model instytucjonalny (również model kolektywnego zarządzania) w porównaniu z Zachodem lepiej zdaje egzamin w korporatywistycznej praktyce. Kulturowe uwarunkowania są w Azji wschodniej tak istotne, że nie sposób bez nich analizować tamtejszych spektakularnych sukcesów. Wymienione kraje zawdzięczają je dwóm głównym przyczynom: niezwykle korzystny układ polityczno-gospodarczy w świecie po II wojnie światowej; oraz ukształtowana przez wieki specyficzna tradycja, filozofia życiowa, kultura pracy, wysoka stopa oszczędności i kumulacji kapitału. Te uwarunkowania (zewnętrzne i wewnętrzne) pomogły wykształcić społeczeństwa oparte na wiedzy i współpracy co ukształtowało tam specyficzny model zarządzania.

### Uwarunkowania cywilizacji wschodnioazjatyckiej
W Azji wschodniej takie pojęcia jak wolność i autonomia jednostki – były nie tylko nieznane, ale wręcz sprzeczne z ideałami konfucjańskimi. Wprowadzać je zaczęto dopiero pod koniec XIX w., wraz z pojawieniem się przekładów dzieł literatury zachodniej, ale do dziś w wielu krajach tego regionu pozostają one ideami dość obcymi i trudnymi do zrozumienia. W Azji Wschodniej, gdzie przeważają wyznawcy buddyzmu, ludzie nie tylko inaczej siebie postrzegają – jako integralną część świata istot czujących. Wierzą także, iż odradzają się w procesach reinkarnacji w istotach różnych poziomów, awansując, lub ulegając degradacji. Zakładają też, że ludzie przynależą do różnych „poziomów egzystencjalnych”, nie tworząc wcale jednej klasy „istot równych” jak na gruncie judeochrześcijańskim. Nie oddziela ich przepaść ani od zwierząt, ani od bóstw, do których rangi mogą awansować we wszechobejmującym spektrum życia, od najmarniejszego robaczka czy niewidocznej istotki aż do Buddy. Nawet samo istnienie jednostki buddyści traktują jako złudzenie nieoświeconego umysłu. Zarówno na gruncie konfucjanizmu, jak i buddyzmu jednostka oraz inne byty nie mają praw, lecz głównie obowiązki, powinności, zadania, a ich „dążenie do wolności” wydaje się jakąś aberracją umysłu – szkodliwą i niemoralną.
Podstawowe różnice dzielące tradycyjną kulturę Chin od cywilizacji Zachodu:
1. Brak koncepcji Boga Stwórcy, a przyjmowanie idei Drogi (Dao) – naturalnego porządku świata podlegającego samoistnym, cyklicznym, pulsacyjnym przemianom, z czego wynika brak koncepcji transcendencji i bytów absolutnych (Dobro, Piękno, Prawda) – wszystko jest zmienne i relatywne;
2. Zamiast dualizmu antagonistycznego (Bóg – Szatan, Dobro – Zło), funkcjonuje dualizm komplementarny, dopełniających się pierwiastków Yin (żeńskiego, ciemnego, mokrego) oraz Yang (męskiego, jasnego, suchego). Gdy dla ludzi Zachodu cały porządek wynika z walki (także demokracja i wolny rynek), cywilizacja Dalekiego Wschodu potępia konkurencję, spory i otwartą krytykę innych, dążąc do zgody i porozumienia, a społeczny ład opiera na harmonii i zaufaniu;
3. W miejsce czasu linearnego, stosuje się czas cykliczny – różnych cykli i czasów funkcjonujących obok siebie, więc relatywnych. Czasoprzestrzeń nie jest ciągła i jednolita, lecz podzielona na odcinki o różnej jakości i naturze, co determinowało ludzkie losy i wymagało dostosowania do nich. Również przyczynowość pojmowana jest inaczej, gdyż na Zachodzie dominuje prosta konsekwencja przyczyna – skutek (rzucony niedopałek wywołał wybuch w arsenale), natomiast dla Azjatów kluczowe są uwarunkowania, w jakich dochodzi do zdarzeń (eksplozja wynika z faktu nagromadzenia materiału wybuchowego – prędzej czy później musiało do tego dojść). Zmienianie warunków wymaga znacznie większych nakładów.
4. Brak idei nadrzędnego, powszechnie obowiązującego oraz równego dla wszystkich prawa i zorganizowanie życia społecznego oraz politycznego w oparciu o konfucjańskie normy etykiety i rytuału (Li). Kluczową koncepcją są powinności jednostki wobec społeczeństwa, co wymaga podkreślania za każdym razem porządku hierarchicznego i rangi.
5. Zamiast autonomicznych jednostek, w tradycji konfucjańskiej kształtowały się podmioty grupowe i jednostki współzależne bardzo zwartych kolektywów, przede wszystkim rodziny (innych traktowano jako obcych, wobec których nie ma się żadnych zobowiązań). Stąd brak chrześcijańskiego pojęcia bliźniego[93].

### Japonia
Gospodarkę japońską po II wojnie światowej, traktowano jako „kierowaną gospodarkę rynkową typu keynesowskiego”, której priorytetem była ekspansja eksportowa. System ten często był określany jako Japan Inc., czyli państwo korporatywistyczne oparte na współpracy rządu z biznesem, w którym rząd odgrywał istotną rolę we wspieraniu wzrostu gospodarczego. Układ sił w gospodarce nazywano „żelaznym trójkątem władzy”, na który składały się Partia Liberalno-Demokratyczna (stronnictwo rządzące od 1955 do 1993 bez przerwy), rządowa biurokracja oraz wielkie konglomeraty – keiretsu. Związki tych podmiotów były szczególne z uwagi na bardzo bliską współpracę .
Reformy okresu Meiji (1868–1912), w przeciwieństwie do tych wynikłych w Europie po rewolucji francuskiej, nie były wymuszone naciskiem wzbogaconej burżuazji czy mas chłopskich, lecz zostały zainicjowane i przeprowadzone przez szlachtę – samurajów. Początkowo na rynku zdecydowanie przeważały małe przedsiębiorstwa, ale jako środek wzmocnienia zdolności konkurencyjnej japońskich przedsiębiorców zastosowano koncentrację kapitału i produkcji. Odgórnie promowano fuzje w wielkie grupy finansowo-przemysłowo-handlowe (zaibatsu), których siła odegrała istotną rolę na japońskiej scenie politycznej. Zaibatsu związane z przemysłem ciężkim wspierały, a nawet wymuszały agresywną politykę Japonii przed 1945 r. Po II wojnie światowej, przy okazji demilitaryzacji i reformy rolnej, doprowadzono do powstania silnych związków zawodowych i nadano prawa kobietom, a zaibatsu o pionowych strukturach decyzyjnych kończących się jedną rodziną, zostały zastąpione przez keiretsu, kartele oparte na związkach poziomych, koordynujących poszczególne przedsiębiorstwa (choć później wykształcały się też zależności pionowe).

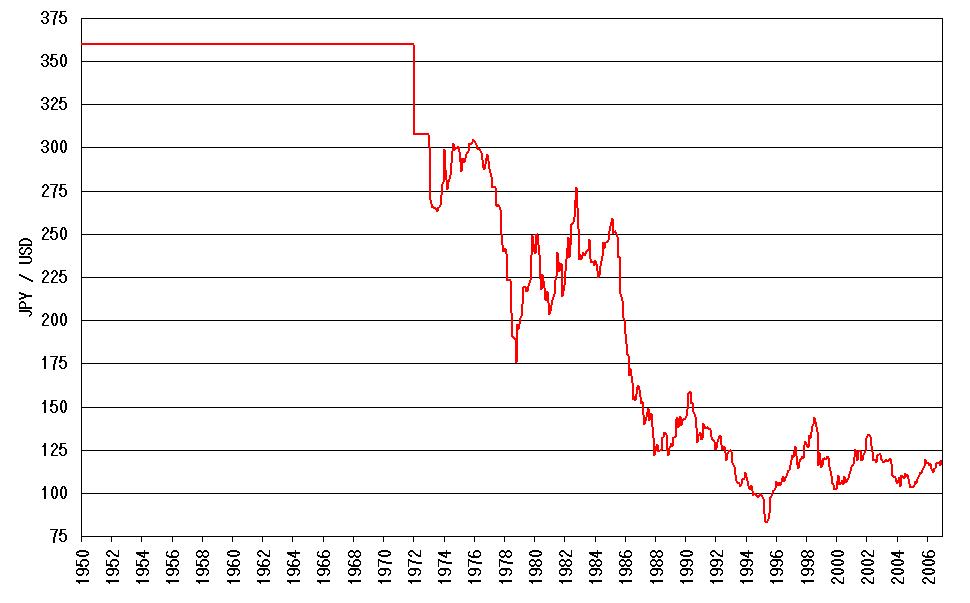
Kurs USD wyrażona w JPY

Podczas powojennej okupacji zakazano Japonii posiadania armii (w 1954 r. powstały jednak siły Jieitai), a wkrótce zawarto sojusz obronny z USA, co odciążyło krajowy budżet na obronność. Siły uczestniczące w konflikcie po stronie południowokoreańskiej korzystały z japońskich produktów i usług, co było ogromnym impulsem do rozwoju zdruzgotanej, trawionej inflacją gospodarki. Wkrótce odzyskano przedwojenną pozycję na międzynarodowym rynku włókienniczym, później rozwinął się przemysł hutniczy i stoczniowy. Przyśpieszony postęp techniczny w znacznej mierze był możliwy dzięki importowi zagranicznych technologii i kształceniu inżynierów. Import nie był swobodnie kształtowany przez siły rynkowe, lecz stanowił efekt współdziałania państwa i wielkiego biznesu w ramach złożonej polityki przemysłowej. System z Bretton Woods dotyczący wymiany walut na złoto ustabilizował warunki dla swobodnego handlu międzynarodowego i sprzyjał eksportowi, podobnie jak stały kurs walut ustalony przez Międzynarodowy Fundusz Walutowy. Dolar amerykański stał się główną walutą świata, wymienianą na inne po sztywnym kursie. Kurs 360 jenów za dolara utrzymał się od 1949 do 1971. Takie niedowartościowanie jena dodatkowo ułatwiało eksport i utrudniało import. W 1951 r. sprywatyzowano większość banków w Japonii. Kartele skupione wokół swoich własnych banków, poprzez ulgi podatkowe czy rządowe zamówienia zachęcane były do odważnej działalności i nowych inwestycji. W latach 50. i 60. przemysł finansowany był w 70–80% z pożyczek prywatnych funduszy, ok. 8% wnosił rząd, resztę – akcjonariusze. Jednak znaczenie niepozornego wkładu rządowego było o tyle ważne, że kierowany był na infrastrukturę (drogi, koleje, porty). Po 1960 r. rosło znaczenie przemysłu stoczniowego i samochodowego, lekkiego zaś malało. Popyt konsumpcyjny stanowił ledwie 40% udziału w przyroście PKB. Kolejna 1/3 popytu krajowego była związana z inwestycjami. Rząd wsparł przemysł motoryzacyjny ograniczając import samochodów, co pozwoliło na inkubację rodzimych producentów i ich umocnienie. Po 1965 r. złagodzono te bariery, zarazem rozpoczęto eksport własnych aut. Stopa inwestycji rosła z 23,5% w 1954 r. do 38,8% w 1972, jednocześnie spadała stopa konsumpcji (odpowiednio z 66% do 53%). Dochód narodowy w tym czasie wzrósł prawie 5-krotnie, inwestycje i eksport – 4-krotnie, a konsumpcja wewnętrzna jedynie się podwoiła. Duży i chłonny rynek krajowy, stanowił zasadniczy bodziec wzrostu produkcji oraz wydajności pracy. Dzięki temu wchodząc na rynek światowy, przedsiębiorstwa miały już duży potencjał.

Regiony i prefektury Japonii

Cechą państwa prorozwojowego (developmental state) jest skupienie kompetencji i biurokracji w agencjach rządowych. Do końca lat 80. kompetencje ministerstwa finansów obejmowały politykę makroekonomiczną (polityka fiskalna i monetarna), Ministerstwo Handlu Zagranicznego i Przemysłu (MITI) kreśliło i odpowiadało za długookresowe plany rozwoju przemysłu i handlu. MITI wspierało eksport i limitowało import, który wymagał aprobaty, po sprawdzeniu uzasadnienia i szans na szybkie wdrożenie, upowszechnienie oraz efekty ekonomiczne. Plany dla rolnictwa wyznaczała Narodowa Agencja Rolna (NLA). Agencja Planowania Gospodarczego (EPA) odpowiadała za średniookresowe (3, 4-letnie) prognozy i plany dla całej gospodarki. Nie były one wiążące, ale ułatwiały planowanie indywidualnych decyzji. Państwo nie wkraczało w tradycyjny obszar działalności produkcyjno-handlowej. Podstawowe środki na rozwój przemysłu pochodzą z banków komercyjnych, ale Bank Japonii (BoJ) odegrał wielką rolę jako ubezpieczyciel tych kredytów. Ministerstwo Finansów, z wyjątkiem okresów szczególnej prosperity (duże wpływy budżetowe), było za polityką trudnego pieniądza. Ważnym instrumentem wpływu państwa na gospodarkę był Zaito (Program Inwestycji i Pożyczek Budżetowych – FILP), program wspierania przedsiębiorstw środkami zgromadzonymi w japońskiej Poczcie. Poczta w Japonii oprócz tradycyjnej roli jest największą instytucją gromadzącą oszczędności obywateli na rachunkach depozytowych. Środki służyły głównie finansowaniu projektów infrastrukturalnych, działalności inwestycyjnej 48 strategicznych przedsiębiorstw państwowych oraz działalności pożyczkowej rządowych instytucji finansowych. Wydatki kapitałowe przedsiębiorstw pokrywano z zysków netto uzupełnianych o kredyty. Jedynie w przypadkach społecznie ważnych, ryzykownych i kapitałochłonnych inwestycji korzystano ze środków FILP. Kolejny element polityki gospodarczej to podatki, którymi konsumpcję obciążano mocniej niż inwestycje. Podatek od korporacji spadł z 42 do 35% w latach 1953–1966. Obniżono też opodatkowanie małych przedsiębiorstw oraz podatek od dywidend wypłacanych akcjonariuszom. MITI, wspierając koncentrację produkcji, nie dążyło do monopolizacji, a tworzenie karteli w czasie recesji ratowało nieraz słabsze podmioty, co zapobiegało monopolom. Interwencjonizm może obejmować sferę alokacyjną opartą na zasobach finansowanych przez państwo, jak i sferę regulacyjną w mniejszym stopniu związaną z przepływami pieniężnymi. W Japonii znacznie bardziej widoczna jest obecność państwa w tej drugiej dziedzinie. Władze i przedsiębiorstwa wspólnie wybierają gałęzie przemysłu rokujące szczególne nadzieje rozwojowe, a następnie wspierają je za pomocą różnych narzędzi polityki podatkowo-kredytowej. Dzieje się tak dopóki typowane branże nie osiągną samodzielności i nie rozpoczną eksportu. Tuż po wojnie, z powodu słabości instytucji bankowych, zdecydowano się na ich ochronę, przy zachowaniu kontroli przepływu środków ku wybranym dziedzinom. BoJ musiał wspierać politykę wysokiego wzrostu, kosztem stabilności cen. W kolejnych dekadach stopniowo liberalizowano rynek finansowy. Japońska polityka pieniężna opierała się na bezpośredniej kontroli kredytów udzielonych bankom komercyjnym przez BoJ, który też narzucał im górne limity oprocentowania kredytów przez nie udzielanych. Japonia stosuje też nadzór administracyjny ze strony Ministerstwa Finansów (regulacja produkcji lub cen; zrzeszanie całych gałęzi przemysłu; popieranie fuzji, bezpośrednie subsydia, blokowanie zagranicznych podmiotów; nieformalne naciski na przedsiębiorstwa). W praktyce nadzór administracyjny był raczej stosowany w branżach schyłkowych lub podlegających restrukturyzacji. Charakteryzuje się on dużym zasięgiem, np. wskazówki dla banków w sprawach poważnych jak kwartalna akceptacja strategii pożyczkowej, jak i błahych, np. prośba o nieudzielanie pożyczki podejrzanej osobie .
Równie ważne były stabilne stosunki kierownictwa z pracownikami, umacniane przez system senioratu i zatrudnienia dożywotniego. Wysokość pensji zależy bardziej od stażu pracy, niż od wydajności. W Japonii dla pracownika na pierwszym miejscu istniało przedsiębiorstwo, dopiero dalej własna kariera. Jednak na początku lat 60., gdy wystąpił niedobór siły roboczej, związki zawodowe rozpoczęły coroczną tradycję „ofensywy wiosennej” wymuszającej wzrost zarobków. W latach 50. i 60. średnio aż 23,6% środków przeznaczano na rozwój kluczowych gałęzi przemysłu, natomiast 22,9% – na finansowanie infrastruktury socjalnej.
W 1973 r. nastąpił pierwszy kryzys naftowy, a premier Kakuei Tanaka, postanowił rozwiązać problem przeludnienia miast poprzez przeniesienie zakładów przemysłowych na prowincję. Kosztowny projekt doprowadził do gwałtownego wzrostu inflacji i spekulacji ziemią. Jednocześnie rosła konkurencja ze strony Korei. Związki zawodowe zgodziły się na ograniczenie postulatów płacowych w zamian za rezygnację pracodawców z redukcji zatrudnienia. Od połowy lat 70. strajki są w Japonii rzadkością. Przebudowano przemysł samochodowy (ekonomizacja przemysłu), rozwinął się nowy przemysł elektroniczny i elektryczny. Z powodu nasilających się trudności w zrównoważeniu budżetu zlikwidowano selektywne korzyści i coroczne obniżki podatku od korporacji. Fiskalne instrumenty oddziaływania zmieniły się z podatkowych na pożyczkowe. Preferencyjny kredyt stał się głównym narzędziem kontroli sektora prywatnego. Realizowano wieloletni program ograniczenia zatrudnienia w administracji państwowej ustalając coroczne wskaźniki redukcji etatów. Funkcje budżetu centralnego, takie jak inwestycje państwowe oraz stymulowanie gospodarki w czasie recesji, w pewnej mierze przejął FILP, którego rozmiary systematycznie rosły (wraz z gromadzonymi oszczędnościami na rachunkach pocztowych i funduszami ze składek emerytalnych). Zarazem wydatki na cele społeczne były niższe niż w innych krajach rozwiniętych. Od lat 70. FILP skupił się na finansowaniu małych i średnich przedsiębiorstw oraz rolnictwa, leśnictwa i rybołówstwa, projektów infrastrukturalnych, przedsięwzięć komunalnych oraz skierował swoją pomoc do słabiej gospodarczo rozwiniętych regionów kraju. Pomimo drugiego kryzysu naftowego (1979–81) gospodarka rozwijała się pomyślnie. Niemniej jednak zagranica naciskała na zmniejszenie nadwyżki w bilansie handlowym, wobec czego od 1985 r. rząd zaczął rozbudzać konsumpcję wewnętrzną (zachęcać do kupna towarów importowanych i do turystyki zagranicznej). W tym okresie sprywatyzowano koleje i łączność.
Japonia do 1989 r. prowadziła restrykcyjna politykę fiskalną, wydatki budżetowe były niskie (ok. 1/3 PKB), a stawki podatków wysokie, co dawało nadwyżkę budżetową. Jednak dług publiczny urósł do 47 bilionów jenów (55% PKB). W drugiej poł. lat 80. doszło do masowego kredytowania pod zastaw nieruchomości, których ceny wystrzeliły. Gdy doszło do pęknięcia bańki spekulacyjnej, przeinwestowana gospodarka załamała się. Podczas kryzysu lat 90. szukano oszczędności i poddano krytyce niektóre zjawiska, jak dożywotnie zatrudnienie. Niektóre przedsiębiorstwa adaptowały programy mające na celu obniżkę kosztów. Mimo tego większość kluczowych pracowników w stabilnych przedsiębiorstwach ciągle pracuje na kontrakcie dożywotnim. W przeciwieństwie do zachodnich, przedsiębiorstwa japońskie zaczęły inwestować w szkolenia i rozwój pracowników. Z tego też względu zwolnienia z pracy są rzadkością. Długotrwały kryzys wymusił deregulację i odejście od planowania długookresowego. W latach 90. pomoc instytucji wspomaganych przez FILP stanowiła już 1/3 sumy pożyczek udzielanych przez japońskie instytucje finansowe. W 1989 wielkość funduszy FILP stanowiła 8% PKB i 53% budżetu Japonii. Japońska biurokracja nie kryje dążeń do zachowania swych wpływów wśród przedsiębiorstw, mimo procesów liberalizacji handlu i obrotów kapitałowych. Wyróżnia ją poczucie odpowiedzialności za losy kraju i świadomość szczególnej pozycji, jaką zajmuje w społecznym systemie wartości. Nie bez znaczenia są również oczekiwane profity z realizacji zasad długotrwałej współpracy .
Współczesny system gospodarczy Japonii postrzegany jest jako system liberalny, choć rola państwa jest w nim ciągle istotna. Model ten jest specyficzną mieszanką wolnego rynku i rządowego interwencjonizmu. W latach 1992–2005 udało się zahamować spadek dochodów podmiotów gospodarczych oraz ożywić popyt inwestycyjny przedsiębiorstw, kosztem wysokiego deficytu budżetowego i rosnącego długu publicznego. Po deregulacji systemu finansowego (od roku 1998 BoJ zyskiwał coraz większą autonomię względem Ministerstwa Finansów, choć w porównaniu do innych banków centralnych i tak nie jest ona duża) to stabilność cen (przeciwdziałanie inflacji i deflacji) stała się głównym celem banku centralnego. W 2001 roku program FILP został zamknięty, a w 2005 rozpoczęto proces prywatyzacji systemu pocztowego. Ogromne środki przeznaczono na wspieranie rozwoju regionów (głównie klastrów) poprzez inwestycje w innowacje za pomocą Ministerstwa Gospodarki, Handlu i Przemysłu Japonii (METI). W 2002 r. ruszył program Projekt Klaster Przemysłowy (Industrial Cluster Plan) mający obsługiwać powstające przedsiębiorstwa i współpracę pomiędzy uczelniami, przedsiębiorstwami i sektorem publicznym. Równolegle Ministerstwo Edukacji, Kultury, Sportu, Nauki i Techniki (MEXT) realizuje program wsparcia transferu technologii w regionach (powstawanie klastrów wiedzy w przemyśle przyszłości). Programem tym zostało objętych 18 małych miejskich regionów, a skupiały się wokół ośrodków uniwersyteckich i instytutów badawczych. Kryzys z 2008 r. nie wywarł zbytniego wpływu na dość luźno związaną z finansami światowymi Japonię, więc miejscowe banki mogły nawet ekspandować, zajmując w Azji miejsce konkurentów zachodnich, którzy ucierpieli bardziej.

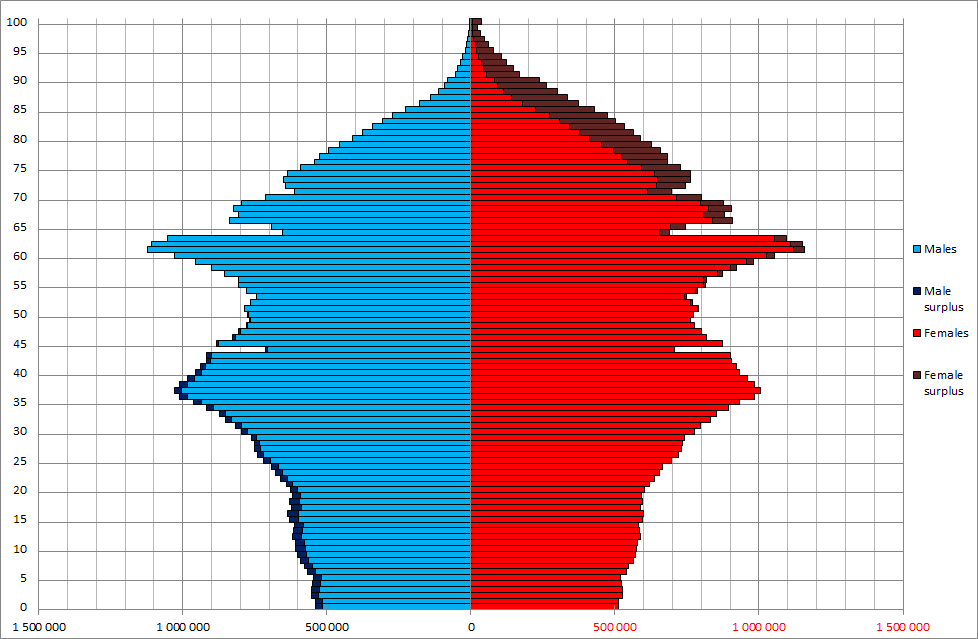
Piramida wieku dla Japonii (2010)

W grudniu zaprezentowano program gospodarczy premiera Shinzō Abe, na który składa się: 1 – elastyczna polityka fiskalna (emisja obligacji państwowych); 2 – pobudzanie inwestycji prywatnych z nadzieją na stworzenie dobrego cyklu; 3 – rozwój energetyki jądrowej w celu obniżenia kosztów energii na rynku (po wyłączeniu siłowni jądrowych w 2011 r. Japonia importowała energię); 4 – wspieranie strategicznych partnerstw gospodarczych (Partnerstwo Transpacyficzne), sprzyjających inwestycjom zagranicznym, jednak z zabezpieczeniem interesów narodowych Japonii; 5 – promocja zaangażowania zawodowego młodzieży i kobiet w obliczu regresu demograficznego i zapaści systemu ubezpieczeń społecznych; 6 – obniżenie podatku od przedsiębiorstw zwiększających zatrudnienie i inwestujących w badania i rozwój; 7 – wzmocnienie konkurencyjności rolnictwa, 8 – pozyskanie i zabezpieczenie udziałów w zagranicznych źródłach energii i surowców, zapewnienie bezpieczeństwa pracy Japończyków za granicą; 9 – podkreślanie pozytywnych cech japońskiego stylu życia, mody, kultury i tradycji, promowanie kuchni japońskiej na świecie i eksport japońskich produktów (hasło Cool Japan). Najsilniej krytykowanym elementem abenomiki jest 10 – polityka monetarna deprecjacja jena i luzowanie ilościowe. Celem (nieosiągniętym) jest 2% inflacja (samoistna redukcja długu), więc BoJ masowo drukuje jena i skupuje z rynku stare obligacje skarbowe (zaś rząd emituje nowe) oraz ustanowił negatywne stopy procentowe tychże obligacji (do ich zakupu przymusza się fundusze emerytalne i inne instytucje podporządkowane władzom). Początkowo polityka ta ściągnęła na giełdę tokijską zagraniczny kapitał spekulacyjny, który jednak wkrótce odpłynął niwecząc wysiłki. Pomimo czasowego osłabienia waluty eksport nie wzrósł (konkurencja Chin), natomiast podrożał import surowców. Pogarszające się nastroje społeczne osłabiły popyt, emitowana waluta nie wraca na rynek (Japończycy wstrzymują się z zakupami i gromadzą gotówkę w obawie przed utratą swych lokat), więc deflacja powróciła. Przewiduje się, że raz uruchomiona inflacja wywoła wzrost zakupów (chęć pozbycia się gotówki) i przekształci się w hiperinflację (zniszczenie waluty) . Dług publiczny Japonii sięga 250% PKB (2016), choć szczęśliwie głównymi wierzycielami nie są podmioty zagraniczne, lecz krajowe.

### Korea Południowa
Od początku przemian w Korei Południowej (w 1961 r. dyktatorską władzę objął gen. Park Chung-hee) miały one charakter planowy. Pięć najistotniejszych punktów industrializacji przeprowadzonej w czasach dyktatury gen. Parka w latach 1961–1979 to: 1) wdrożenie modelu kapitalizmu z kierowniczą rolą państwa; 2) kluczowa rola rządu w kształtowaniu procesu i skali produkcji przemysłowej (z wykorzystaniem czeboli); 3) skupienie środków na 6 kluczowych gałęziach przemysłu; 4) eksport podstawowym narzędziem zmiany bilansu płatniczego; 5) ograniczenie prawa do tworzenia związków zawodowych i strajku. Wprowadzenie w życie powyższych zasad było możliwe dzięki autorytarnemu charakterowi reżimu gen. Parka.
1. Narzucono społeczeństwu ścisłą kontrolę całego rozwoju gospodarczego kraju.
2. Wyselekcjonowano grupę prywatnych producentów, którym zaproponowano produkcję konkretnych wyrobów. Stali się oni priorytetowymi wytwórcami, chronionymi i wspieranymi przez autorytarny rząd.
3. Rząd ustalał roczne plany produkcji i 5-letnie plany rozwoju, tak dla poszczególnych czeboli (w porozumieniu z nimi), jak i dla całych branż. Monitorował też produkcję, również w mniejszych przedsiębiorstwach niezależnie od ich statusu prawnego.
4. Przyjęto założenie, że kołem zamachowym rozwoju będzie eksport. Jego celem było zgromadzenie środków na import zagranicznych technologii, potrzebnych do produkcji bardziej zaawansowanych produktów o wyższej rentowności handlowej, a także zyskania efektu skali w sprzedaży, której nie dało się osiągnąć na rodzimym, nie dość chłonnym rynku.
5. Rząd arbitralnie decydował w jakich produktach należy się specjalizować i zmuszał czebole do wytwarzania konkretnych wyrobów.
6. Przedsiębiorstwa nie chcące się dostosować do potrzeb władz były dyskryminowane, a nawet prowadzono wobec nich wrogie działania. Karano też tych, którzy nie potrafili wykazać uzasadnionych przyczyn niedotrzymania na czas wyznaczonych im planów.
7. Władze zwalczały wolną konkurencję, by rodzime czebole nie musiały poświęcać czasu i środków na walkę pomiędzy sobą. W tym celu limitowano dostęp do inwestycji w poszczególnych sektorach.
8. Państwo ustanowiło cały katalog zachęt i nagród do intensyfikacji produkcji eksportowej. Od osiągnięcia ustalonego dla danego przedsiębiorstwa wymiaru eksportowego zależało czy przedsiębiorstwo otrzyma wsparcie rządowe (subsydia, ulgi podatkowe, kompensacje eksportowe, preferencje na kredyt, preferencje na zakup ziemi, zwrot cła na niezbędny import, ulgowe ceny energii i wody). Dodatkowym wsparciem eksporterów było powołanie wielkiej sieci marketingowej, badającej rynki światowe i promującej koreańskie produkty.
9. Urzędy ustawicznie kontrolowały jakość wyrobów eksportowych. Każdego miesiąca odbywały się narady poświęcone wzrostowi eksportu, którym przewodniczył sam prezydent. Uczestniczyli w nich odpowiedni ministrowie, eksperci, szefowie stowarzyszeń biznesowych i liczących się czeboli .

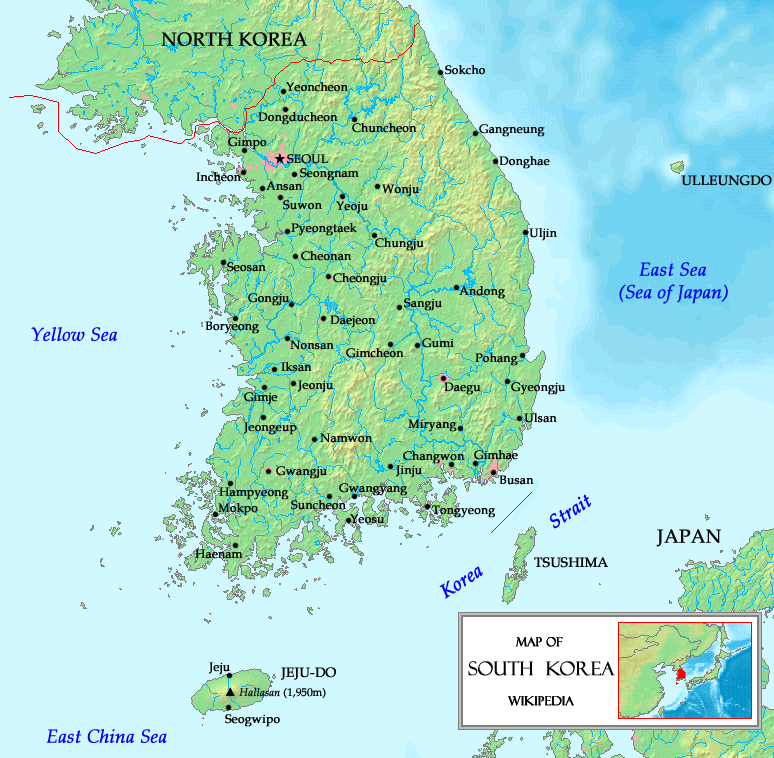
Republika Korei

W trakcie kolejnych pięciolatek, władze postawiły na rozwój wpierw przemysłu lekkiego (głównie tekstylnego, nie wymagał tak znacznych nakładów finansowych i stanowił chłonny rynek pracy), dopiero po zgromadzeniu, dzięki eksportowi odzieży i obuwia, kapitału – przemysłu ciężkiego. Lata 70. stały pod znakiem rozwoju przemysłu chemicznego, hutniczego, stoczniowego, samochodowego, elektromaszynowego. Z jednej strony Koreańczycy stopniowo uniezależniali się od importu wielu wyrobów wysoko przetworzonych, z drugiej zaś wzbogacali ofertę swojego eksportu. Lata 80. przyniosły rozwój branży elektroniki użytkowej i przemysłu samochodowego. Pod koniec dekady wreszcie odnotowano nadwyżkę w handlu zagranicznym. Zainwestowano w wykształcenie społeczeństwa oraz w sektor naukowo-badawczy. Postęp naukowo-techniczny był oparty w dużej mierze na kupowanych licencjach z zagranicy. Wynagrodzenia były niskie (konkurencyjne ceny produktów), a wymiar pracy należał do najdłuższych na świecie (przec. 54 godziny tygodniowo). Ograniczano też sprzedaż na rynku krajowym produktów eksportowych (np. telewizory kolorowe) i tych z importu (np. kawy), z myślą o jak najkorzystniejszym bilansie handlowym. Wybuchy niezadowolenia bezwzględnie tłumiono, priorytetem było sprowadzanie do kraju kosztownych technologii, w celu podniesienia siły narodu .
W 1963 r. powołano Radę Planowania Ekonomicznego, której przewodniczył zawsze wicepremier, a koreański rząd, jak ujął to premier Sakong Il, stał się „przedsiębiorcą–zarządcą”. Rada wybierała i wspomagała najlepiej rokujący dla krajowego eksportu sektor przemysłu (m.in. preferencyjne przydzielanie kredytów i wysokie cła na import). Pomoc państwa obejmowała też promocję rodzimych marek i zdobywanie kontaktów za granicą. Rząd wspierał konkurencję pomiędzy kluczowymi na danym etapie rozwoju przedsiębiorstwami, zarazem chroniąc je przed konkurencją z zewnątrz. W latach 1967–1970 uchwalono specjalne akty prawne wspierające rozwój hutnictwa, przemysłu stoczniowego, maszynowego, elektromaszynowego, elektronicznego i petrochemicznego. Chodziło o zwolnienia podatkowe, dostęp do kredytu (krajowego i zagranicznego) i spis produktów, których produkcję objęto wsparciem. Stworzono również duże przedsiębiorstwa państwowe dotowane przez rząd. W 1970 r. 40% eksportu stanowiły tekstylia. W 1973 r. gen. Park ogłosił rozpoczęcie polityki rozwoju przemysłu ciężkiego i chemicznego. Plan został przygotowany i był nadzorowany głównie przez zaplecze polityczne prezydenta, a nie RPE. W latach 1977–1979 80% wszystkich inwestycji przemysłowych (97% środków) skupiono na przemyśle ciężkim. Udział przemysłu ciężkiego w produkcji przemysłowej w latach 1972–1979 wzrósł z 39,7% do 54,9%, a w eksporcie z 13,7% do 37,7%. Inwestycje zagraniczne także kanalizowano ku przemysłowi ciężkiemu i chemicznemu, a jednocześnie inwestowano w naukę w tych dziedzinach (ścisłe współdziałanie przemysłu, uczelni i ośrodków badawczych), budowę bazy naukowo-badawczej, a także Narodowego Funduszu Inwestycyjnego, finansującego długookresowe inwestycje w tych sektorach. Przemysł ten od początku budowany był z myślą o międzynarodowej konkurencji.
O ile dotąd Korea przedstawiała sobą modelowy przykład czystego korporacjonizmu, to w latach 80. władze musiały ograniczyć protekcjonizm z uwagi na: skalę i skomplikowanie gospodarki koreańskiej, a także przeinwestowanie; osiągnięcie zaawansowania technologicznego i zgromadzenie zasobów wystarczających do konkurowania z państwami wysokorozwiniętymi; narastającą presję inflacyjną i rosnący dług zagraniczny. Wejście gospodarki koreańskiej w fazę innowacyjną zbiegło się ze zwiększeniem roli czynnika rynkowego w kształtowaniu cen i alokacji zasobów oraz ze zmianami w strukturze właścicielskiej. Taryfy celne zostały obniżone z 24% w 1983 do 8% w 1994 r., nominalny współczynnik protekcjonizmu (procentowa różnica pomiędzy cenami na rynku krajowym i globalnym) na produkcję przemysłową spadł w latach 1982–1990 z 21% do 14%. Koreańska gospodarka znajdowała się wówczas w okresie rozkwitu przemysłu ciężkiego i chemicznego. Równolegle następowała jednak stopniowa transformacja – produkcję przemysłu ciężkiego zaczynał uzupełniać sektor zaawansowanych technologii. Prądy liberalizacyjne były także efektem wejścia do gremiów decyzyjnych wokół nowego prezydenta Chun Doo Hwana grupy ekonomistów wykształconych w Stanach Zjednoczonych.
Od lat 80. następuje także zmiana struktury wielkości przedsiębiorstw przemysłowych w Korei – obok istniejących wielkich czeboli większe znaczenie zyskują małe i średnie przedsiębiorstwa. O ile przedsiębiorstwa przemysłowe powyżej 300 pracowników stanowiły w 1980 r. 27% wszystkich przedsiębiorstw przemysłowych, w 2005 już tylko 12%. Przedsiębiorstwa zatrudniające do 9 pracowników zwiększyły swój udział w tym okresie z 37% do 44%, a zatrudniające od 10 do 299 pracowników z 36% do 44%. Zdominowanie życia gospodarczego przez czebole na skutek procesu koncentracji własności i rozwijania działalności w oparciu o pomoc państwową było jednak wciąż bardzo wyraźne – relacja wolumenu sprzedaży netto 10 największych grup do PNB Korei w 1984 r. wyniosła 67,4% (trzech największych czeboli 35,8%) . W latach 80. narastały napięcia na linii rząd – czebole (ze względu na skalę, jaką osiągnęły i ich pozycję wobec władzy osłabionej po zabójstwie gen. Parka w 1983 r.). Prawdziwe ograniczenie potencjału czeboli miało miejsce jednak dopiero po kryzysie lat 1997–1998. Podobnie jak w przypadku poprzednich etapów industrializacji, także przejście od przemysłu ciężkiego i chemicznego do zaawansowanych technologii możliwe było dzięki długofalowości polityki gospodarczej. Widać ją na przykładzie branży teleinformatycznej. Marsz Korei ku potędze w tej gałęzi przemysłu zaczął się po wprowadzeniu restrykcji na import mikrokomputerów (1983), ogłoszeniu programu promocji sieci komputerowych (1985) i systemów informacyjnych (1987). Napływ prywatnego kapitału do branży elektronicznej i IT, który zaowocował jej żywiołowym rozwojem uzupełniały rządowe programy. Branża IT rozwinęła się, a wartość jej eksportu wzrosła z 7,4 mld dolarów w 1988 r. (12,2% udziału w eksporcie) do 126,4 mld (27,1%) w 2010. Pomogło tu doświadczenie organizacyjne i techniczne zdobyte wcześniej.
Postępy w rozwoju przemysłowym, zwłaszcza w erze rozwoju przemysłu ciężkiego i chemicznego lat 70., były porównywane z analogicznymi procesami, które wcześniej zaszły w Japonii. Koreańskie władze świadomie podjęły wówczas ryzyko zainwestowania w wysoce kapitałochłonny przemysł ciężki i chemiczny, a sam proces, jak pokazuje historia koreańskiego cudu gospodarczego, wbrew obawom ekspertów BŚ i MFW, zakończył się sukcesem – wskaźnik liczby ludności żyjącej w ubóstwie spadł w Korei z 48% w 1961 r. poniżej 10% w latach 80., a Korea Płd. należy obecnie do największych światowych producentów w takich gałęziach przemysłu jak: przemysł stoczniowy (1. miejsce na świecie), IT – półprzewodniki (3. miejsce), przemysł stalowy, petrochemiczny i tekstylny (5. miejsce), przemysł samochodowy (6. miejsce). Istotną rolę we wsparciu koreańskiej modernizacji, zwłaszcza w pierwszym okresie, miała ogromna gospodarcza i militarna pomoc amerykańska, w latach 1946–1976 wynosząca 12,6 mld USD, którą Koreańczycy umiejętnie wykorzystali. Państwo uznawane wówczas przez amerykańską administrację za kraj skorumpowany i trwale uzależniony od pomocy zagranicznej, przekuło uzyskane środki bezpośrednio po wojnie koreańskiej we wzrost gospodarczy na poziomie 4,5% w skali roku (w latach 1953–1962).
Istotne były też inwestycje zagraniczne (finansowanie rozwoju przemysłu oraz transfer technologii), jak i japońskie reparacje wojenne. Bezpośrednie inwestycje zagraniczne wyniosły w pięciolatce 1962–66 – 0,3 mld USD, 1967–1971 – 2,3 mld, 1972–76 – 6 mld, a w latach 1977–1980 – 10,7 mld dolarów. Stworzono system zachęt do inwestowania w wybrane gałęzie przemysłu. Opracowanie własnych technologii stało się jednym z ważniejszych wyznaczników specyfiki koreańskiej industrializacji. Podnoszenie poziomu zaawansowania technologicznego i organizacyjnego rodzimego przemysłu rozumiano nie tylko jako kopiowanie i adaptację, ale przede wszystkim udoskonalanie pochodzących z zagranicy technologii i wzorców działania. Ważniejszym od czynnika kapitałowego był transfer wiedzy oraz schematów organizacyjnych. Koreański rząd nadal wspiera inwestycje zagraniczne, szczególnie projekty z obszaru badań i rozwoju w formie zakładów wznoszonych od zera.
Ze względu na małą siłę nabywczą Koreańczyków i słabą chłonność rynku wewnętrznego, rozwój wiązał się z koniecznością ekspansji na rynki zagraniczne. W latach 1973–1979 eksport rósł w tempie ponad 20% rocznie. W 1960 r. wartość eksportu stanowiła 3% PKB, w 1980 r. – 30%, w 2000 – 35%, a w 2015 – 46% . W 2011 r. import i eksport łącznie przekroczyły 100% PKB. Mimo szybkiego rozwoju eksportu i ochrony własnego rynku, dopiero od czasów spadku wartości wona w wyniku kryzysu z lat 1997–1998, Korea ma trwały dodatni bilans handlowy. Ekspansja zagraniczna w znacznej mierze opierała się na pomocy państwowej, która przyjęła trzy formy: wsparcia finansowego, korzystnych dla rodzimych przedsiębiorstw regulacji (m.in. ulg podatkowych i wysokich ceł importowych) oraz wsparcia w zakresie promowania marki za granicą i pozyskiwania wiedzy na temat obcych rynków. Od 1964 r. generał Park osobiście wręczał najlepszym eksporterom odznaczenia podczas ustanowionego Dnia eksportu.
Koreański rząd gwarantował pożyczki udzielane przez zagraniczne banki rodzimym przedsiębiorstwom rozwijającym działalność eksportową, a następnie utworzył własne instytucje finansowe wspierające politykę proeksportową oraz rozwój rodzimych przedsiębiorstw za granicą. Udzielał także długoterminowych kredytów na rozwój. Zajmowały się tym banki państwowe. Jednocześnie utrzymywano niskie stopy procentowe (w ujęciu realnym nawet ujemne) oraz możliwie niski kurs wona. Skuteczny mechanizm kwalifikacji przedsiębiorstwa do uzyskania publicznej pomocy (niezależnie od jej formy) stanowiła analiza aktywności przedsiębiorstwa i jego wyników na rynkach zagranicznych. Kolejnym narzędziem przeprowadzenia udanej industrializacji Korei był wysoki poziom nakładów na naukę, badania i rozwój oraz stworzenie systemu szkolenia technicznego i zawodowego. W latach 60. i 70. w dziedzinie badań i rozwoju decydująca rola przypadała instytucjom państwowym. W 1966 r. powołano Koreański Instytut Naukowo-Techniczny jako centrum rozwoju technologicznego (obejmował on cały szereg dziedzin politechnicznych i technicznych). Oprócz kopiowania zagranicznych rozwiązań i w dalszej kolejności opracowywania własnych technologii, Koreańczycy szukali możliwości taniego zakupu technologii w innych krajach. Współczynnik całkowitych nakładów na badania i rozwój względem PKB w połowie lat 80. przekroczył 1%, a w roku 2004 wyniósł 3% (wyższy wskaźnik zanotowała wówczas jedynie Japonia). Personel BiR w 2004 r. sięgnął 150 tys. pracowników (wyższy współczynnik pracowników BiR na 1000 zatrudnionych notuje się obecnie tylko w Japonii, Stanach Zjednoczonych i na Tajwanie). W 2006 r. ponad 70% wydatków na BiR w Korei finansowanych było przez przemysł, 22% przez rząd, a reszta przez inne ośrodki krajowe i zagraniczne. Udział sektora prywatnego w BiR od lat 60. wzrósł z 10%, do 80% w latach 90. (po 2000 – 75%). Istotnym czynnikiem dla kształtowania przemysłowego potencjału Korei było wzmocnienie i doinwestowanie technicznej edukacji na poziomie szkół średnich, jak również stworzenie rządowego programu powrotów dla naukowców, którzy wyjechali na zagraniczne uczelnie. W miarę zmian potrzeb przemysłu i kolejnymi fazami industrializacji korygowano system kształcenia zawodowego. W 1974 r., czyli rok po ogłoszeniu polityki rozwoju przemysłu ciężkiego i chemicznego otwarto pierwsze inżynieryjne szkoły wyższe, które miały zapewnić kadry dla rozwijanych gałęzi przemysłu.
Nakierowana na eksport gospodarka koreańska w pełni wykorzystała powojenną rentę demograficzną. Wraz ze wzrostem zaawansowania technologicznego koreańskiego przemysłu oraz wzrostem zamożności społeczeństwa, zapotrzebowanie na tanią siłą roboczą malało. Koreańczycy do dziś przeznaczają na cele socjalne mniejszą część PKB niż inne kraje OECD – średnia dla tych państw w 2016 r. wynosiła 21%, podczas gdy w Korei Płd. było to jedynie 10,4% . Specyfiką koreańskiego rynku pracy jest też wysoki poziom samozatrudnionych – 28,8% w 2010 r.  Z drugiej strony, od lat udaje się utrzymywać bezrobocie na niskim poziomie – w 1980 r. wynosiło ono 5,2%, a w 2010 – 3,4%, pomimo wzrostu liczby ludności w tym okresie o niemal 10 mln. W modelu koreańskim połączono wysoki wzrost gospodarczy oparty na stabilnej i innowacyjnej bazie przemysłowej z utrzymywaniem nierówności społecznych na niskim poziomie – współczynnik Giniego w roku 1980 wynosił 0,33, w 1997 – 0,28, a w 2010 – 0,31.
Koreański rząd na przestrzeni kilku dziesięcioleci konsekwentnie tworzył plany rozwoju przemysłowego oraz nadzorował ich wykonanie, konkretne działania zlecając poszczególnym grupom biznesowym (głównie czebolom). Strona rządowa odbywała regularne konsultacje z przedstawicielami branż przemysłowych, aby na bieżąco monitorować zmiany, identyfikować powstające problemy i wspólnie z przemysłowcami wypracowywać ich rozwiązanie. Wdrażając reformy, rząd Korei Południowej łamał opór zarówno związków zawodowych, jak i grup przemysłowych. Koreańskie banki niechętnie wspierały czebole kredytami na rozwój innowacji i do ich finansowania potrzebne było bezpośrednie wsparcie państwa lub nacisk władz wywierany na instytucje finansowe. Koreańskie małe i średnie przedsiębiorstwa borykały się także z uzależnieniem od wielkich konglomeratów i pozostało wprowadzenie regulacji państwowych mających na celu ochronę mniejszych podmiotów. Prezydent Kim Young-sam kontynuował politykę deregulacji, która zintensyfikowała się po kryzysie finansowym lat 1997–1998. Przebudowany wtedy system bankowy stał się ważnym czynnikiem ograniczającym nieefektywną alokację środków przez czebole.
Wraz z koreańskim rządem ryzyko podjęły również konglomeraty, jak np. Hyundai, który przed wejściem na rynek stoczniowy nie miał doświadczenia w tym sektorze. Prawdopodobnie żadne prywatne przedsiębiorstwo nieposiadające wsparcia instytucjonalnego i finansowego ze strony państwa nie pozwoliłoby sobie na tak ryzykowną zmianę. Skłonność do podejmowania ryzyka inwestycyjnego przez koreański rząd i czebole stymulowana była przez trzy czynniki: sprzyjającą koniunkturę na rynku światowym, niedemokratyczny charakter rządów oraz amerykańską pomoc. Brak któregokolwiek z tych czynników oznaczałby klęskę w próbie przełamania kompradorskiego modelu kapitalizmu i lokalnej dominacji Japonii. Pomoc państwa koreańskiego względem rodzimego przemysłu wymusza na władzach wprowadzenie procedur ograniczających uznaniową i nieefektywną ekonomicznie alokację środków publicznych, jak również szczególną dbałość o zachowanie zasad konkurencji. Dlatego koreański rząd każdego roku publikuje listę 30 największych (pod względem aktywów) krajowych przedsiębiorstw (z wyłączeniem sektora finansowego), które poddane są działaniu antymonopolowemu.

### Chińska Republika Ludowa
Według Jonathana Ungera i Anity Chan „na poziomie krajowym, państwo uznaje jedną, jedyną organizację (powiedzmy: krajowy związek zawodowy, stowarzyszenie przedsiębiorców, stowarzyszenie rolników), jako wyłącznego przedstawiciela grupowych interesów osób fizycznych, przedsiębiorstw lub instytucji, obejmującego wyznaczony obszar wyborczy. Rząd określa, których organizacji działalność jest zgodna z prawem i ustanawia z nimi swego rodzaju nierównorzędne partnerstwo. Stowarzyszenia takie czasem nawet są dopuszczane do procesów decyzyjnych i niejednokrotnie pomagają władzom realizować politykę państwa.”  Poprzez ustanowienie rządu jako arbitra legitymującego i rozliczającego za sprawy danego okręgu wyborczego jedną tylko organizację, władza centralna ogranicza liczbę graczy, z którymi musi negocjować swą politykę i współpracuje z tymi związkami, które baczą na swych członków i trzymają ich w ryzach, a przecież układ ten nie ogranicza się tylko do organizacji gospodarczych, takich jak grupy biznesowe i organizacje społeczne. Użycie pojęcia korporacjonizmu, dla zrozumienia zachowania władz centralnych w Chinach, zostało skrytykowane przez autorów takich jak Bruce Gilley i William Hurst . Inni badacze, tacy jak Jennifer Hsu i Reza Hasmath twierdzą, że ramy tej definicji wciąż są przydatne w analizie działań lokalnych władz i ich współpracy z podmiotami społecznymi   .
Chiński model rozwojowy nie jest dopracowany, ale można dopatrzyć się jego elementów składowych:
- silna rola państwa i jego interwencjonizm obok mechanizmów rynkowych;
- autorytaryzm władz, z naciskiem na skuteczność działań;
- pragmatyczne, pozbawione ideologicznego sztafażu podejście do reform;
- stopniowe, rozłożone w czasie eksperymentowanie z nowymi rozwiązaniami;
- próba budowy merytokracji, obciążona nieprzejrzystym doborem kierownictwa w państwie;
- szerokie otwarcie na świat, jednak przy zasadzie, że esencję stanowi to co chińskie, to co obce jest tylko użyteczne[137].

Ekonomicznym wzorcem rozwoju Chin był Singapur . W 1979 r. przystąpiono do modernizacji gospodarczej w czterech dziedzinach: wpierw rolnictwa, potem przemysłu, sił zbrojnych, w końcu rozwoju nauki i oświaty (był to testament premiera Zhou Enlaia, lecz nie było szczegółowej koncepcji i nikt nie wiedział jak to się potoczy). Właścicielem całej ziemi rolnej jest państwo. Organy gminne zawierają kontrakty dzierżawne i egzekwują prawa właścicielskie. Powstałą na tej drodze hybrydę nazwano przedsiębiorstwami miejsko-wiejskimi (Town-Village Enterprises, TVE). Choć wpisano w nie elementy samorządności oraz współwłasności grupowej, stały się one terenem eksplozji prywatnych inicjatyw. Jeśli zaś chodzi o formy własności, to „ze względu na ich często celowo zawikłany status własnościowy trudno je zakwalifikować do prywatnych, spółdzielczych lub publicznych (...) De facto, a niekiedy i de iure duża ich część jest już wszakże prywatna”. Zarazem interwencjonizm władz lokalnych wiązał się z przechwytywaniem majątku przez samych działaczy partii komunistycznej lub ich protegowanych klientów. Korporatyzacja (tworzenie jednoosobowych spółek skarbu państwa) bywa często zabiegiem formalnym, gdyż rządowe agendy po dawnemu nominują prezesów i dyrektorów. KPCh planuje, nadzoruje i administruje poplątaną siecią państwowych banków, linii lotniczych, kolei, przedsiębiorstw użyteczności publicznej, producentów paliw, oraz wielkich wytwórców. Władza centralna mianuje i nadzoruje urzędników zarządzających prowincjami, miastami oraz innymi jednostkami terytorialnymi, które są relatywnie niezależne i samowystarczalne. 2/3 wydatków rządowych w Chinach ma miejsce na poziomie lokalnym. Regionalni urzędnicy konkurują pomiędzy sobą, a najlepsze wyniki ekonomiczne dają możliwość awansu na wyższe stanowiska w partii i państwie. Dochodzi jednak do manipulowania danymi dotyczącymi wzrostu poprzez publiczne inwestycje lub wręcz fałszowanie statystyk. Poza tym słaba ochrona praw własności, brak wolności ekonomicznej oraz problemy z praworządnością stawiają Chiny stanowią nie lada balast .
System odpowiedzialności kontraktowej, został zapoczątkowany w 1978 r. przez 18 rolników w prowincji Anhui. W sekrecie podzielili oni między siebie ziemie kolektywu i uzgodnili, że będą uprawiać swoje części indywidualnie, a każdy z nich będzie dostarczał swoją część narzuconego kontyngentu .
Władze zaakceptowały ten model i do 1982 r. ponad 90% mieszkańców wsi pracowała, korzystając z tego modelu, jednak wolno było im zawierać kontrakty trwające tylko od roku do trzech lat. Dopiero w 2003 r. zezwolono na zawieranie dłuższych umów na wykorzystanie ziemi . To mieszkańcy wsi stworzyli sieć prywatnego handlu i w ciągu roku doprowadzili do upadku większości państwowych sklepów spożywczych. Potem wiejscy przedsiębiorcy zaczęli tworzyć kolejne przedsiębiorstwa, np. hotele i restauracje. Weszli też na rynek usług, oraz uruchomili produkcję towarów, korzystając przy tym z pomocy rodziny i przyjaciół. Wielkie prywatne przedsiębiorstwa powstały najpierw w rolniczych prowincjach. Korporacje chińskie jeszcze zanim podejmą ekspansję na rynki światowe, wykorzystują skalę rodzimego rynku, pozwalającą im na osiągnięcie znaczących rozmiarów i akumulację kapitału, toteż po wyjściu na rynek światowy są z miejsca w stanie operować na wielką skalę.

Kurs USD wyrażony w juanach

Chiny w rzeczywistości składają się z dwóch gospodarek: prywatnej i państwowej. W skład tej „prywatnej” wchodzą przedsiębiorstwa joint venture z udziałem wspólników z Hongkongu i Tajwanu, małe i średnie przedsiębiorstwa produkcyjne, sektor usług, przetwórstwo żywności i niemal każda inna działalność. Najlepsze prywatne przedsiębiorstwa są notowane na chińskiej giełdzie. Akcjonariusze zapewniają dodatkową ochronę przed arbitralnymi działaniami urzędów, które postępują ostrożniej w przypadku dużych związków, niż w przypadku kilku współwłaścicieli. Prywatna gospodarka przez długi czas działała w warunkach niejasnej półlegalności, istniejąc wyłącznie dzięki sprytowi przedsiębiorców. Dopiero w 2007 r. chińska legislatura przyjęła zmiany w przepisach, uznające prawo do własności prywatnej. Drugą częścią chińskiej gospodarki jest sektor narodowych czempionów, zarządzany przez KPCh lub ludzi powiązanych z władzą. W 1998 r. zapoczątkowano politykę „utrzymania wielkich i wypuszczania małych”. Miała ona doprowadzić do pozbycia się nierentownych przedsiębiorstw i zmniejszyła liczbę kontrolowanych przez państwo przedsiębiorstw do 150 000 . Zadecydowano, że rząd będzie kontrolował jedynie największe i najważniejsze przedsiębiorstwa, a pozostałe będą musiały radzić sobie same. Te 150 000 przedsiębiorstw to tylko 3 procent liczby wszystkich przedsiębiorstw państwowych i prywatnych w Chinach, jednak ich wartość stanowi ponad 90% wszystkich chińskich przedsiębiorstw notowanych na giełdzie. Wielu prywatnych przedsiębiorców formalnie działa pod prawną osłoną przedsiębiorstwa państwowego lub kolektywnego. Z tego powodu trudno określić udział sektorów prywatnego i państwowego w gospodarce. Jeśli przyjmiemy najszerszą definicję, państwowe przedsiębiorstwa stanowią nie więcej niż połowę gospodarki. Dziś Chiny są niemal równo podzielone pomiędzy gospodarkę prywatną i państwową.
Wzrost w sektorze prywatnym nastąpił pomimo istnienia wielu przeszkód. Polityka KPCh w pierwszej dekadzie XXI w. została uchwycona w sloganie: Państwo idzie naprzód, sektor prywatny wycofuje się, co jeden z chińskich oficjeli określił jako „pozwalanie prywatnym przedsiębiorstwom na zjedzenie zupy, podczas gdy państwowe zjedzą mięso” . Przykładami dyskryminacji sektora prywatnego są wyższe podatki, bardziej restrykcyjne przepisy i częstsze wtrącanie się biurokratów w działanie przedsiębiorstwa. Państwowe przedsiębiorstwa wykorzystują uprzywilejowaną pozycje do pozbywania się prywatnej konkurencji . Najbardziej oczywista dyskryminacja ma miejsce ze strony systemu bankowego. Do sektora prywatnego trafia jedynie 4% udzielonych przez banki kredytów. Prywatne przedsiębiorstwa muszą szukać pożyczek poza systemem bankowym, co w Chinach może być uznane za ciężkie przestępstwo . Chiny obecnie marnotrawią dużą część oszczędności swych gospodarstw domowych, wydając je na drogi prowadzące donikąd, czy całe osiedla z których nikt nie korzysta. Jeden z ważniejszych podziałów wewnątrz partii przebiega pomiędzy frakcją oczekującą dalszych reform, a pragnącą powrotu maoizmu. Do tej pory odgrywała ona „przewodnią rolę” w polityce, gospodarce i życiu publicznym, a dalsza liberalizacja doprowadzi do erozji systemu. Kontrola nad zasobami gospodarczymi jest źródłem wpływów i bogactwa partyjnej nomenklatury. Gigantyczne oszczędności złożone w chińskich bankach uczyniły z niego nieodzowny instrument polityczny.

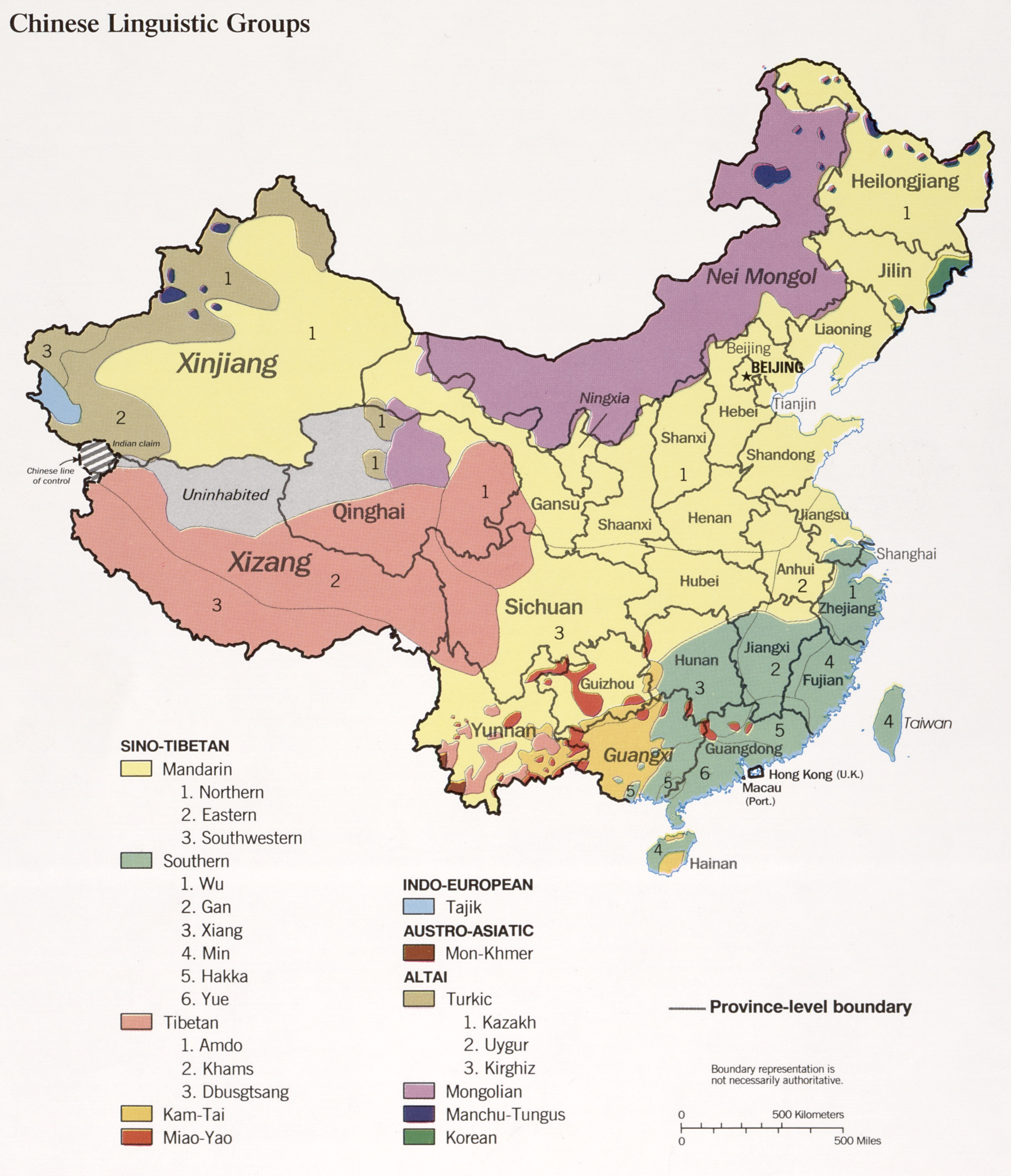
Główne grupy językowe ChRL

Do reform Deng Xiaopinga trzeba zaliczyć wprowadzenie norm i instytucji zachodniego systemu prawa. Zdecydował o tym mając w pamięci skutki braku jakiegokolwiek porządku prawnego i arbitralności władzy Mao Zedonga. Po raz pierwszy w dziejach Chin wdrożono kodeks karny i cywilny. Zbudowano od zera cały system sądów i prokuratur, a także wykształcono prawników. Zachodni typ państwa laickiego o funkcjach głównie polityczno-administracyjnych, zastępuje więc funkcjonujący dotąd typ orientalnej despotii (postkonfucjańskie państwo ideologiczno-wychowawczo-sakralne). Konstytucja z 1954 r., mimo liberalnego brzmienia, miała drugorzędną rolę wobec woli Mao, więc w 1982 r. uchwalono kolejną, która oficjalnie kontynuowała dotychczasowy kurs (dyktatura proletariatu, marksizm i maoizm), jednak położyła podwaliny pod państwo prawa (z przewodnią rolą KPCh). Jednocześnie do dyskursu politycznego powróciło pojęcie demokracji, którą ostrożnie dozowano. Parlament i zgromadzenia lokalne przekształciły się z instytucji ideologiczno-fasadowych w realne organy władzy, gdyż stanowiły nieistniejące wcześniej prawa, głównie ze sfery gospodarczej, konieczne przy inwestycjach zagranicznych. Pojawiły się sprzeczne interesy, lobbing, trudne do uzgodnienia decyzje. Urzędnicy zaczęli odpowiadać przed sądem za nadużycia. Doszło do znaczącej decentralizacji władz. Jednym z kluczowych elementów wizji Denga była zasada rotacji na najwyższych stanowiskach w państwie, będąca nawiązaniem do starożytnej, chińskiej koncepcji budowy merytokracji.

Zasięg geograficzny języków chińskich (han)

Strategia uprzemysławiania południowo-wschodnich prowincji nadmorskich i pozostawiania rozwoju regionów północnych i zachodnich na później, stworzyła typowy kapitalizm wyspowy. Podział na Chiny A (bogate) i Chiny B (biedne) może się utrwalić na wiele dziesięcioleci. Dopiero po 2000 r. podjęto pewne kroki zmierzające do zainteresowania inwestorów zagranicznych interiorem. Ten podział Chin pokrywa się z podziałem etnicznym i tradycyjną gospodarką. Chińczycy Han posługują się ponad 400 językami i dialektami. Języki mandaryńskie (na tyle podobne do siebie, że można się porozumieć) dominują na północy i w głębi lądu, a także wśród (mieszkańców Mandżurii), natomiast Hanowie zamieszkali na południe od Jangcy i na wybrzeżu Morza Wschodniochińskiego i Południowochińskiego posługują się mnóstwem zróżnicowanych języków, niezrozumiałych tak dla Hanów z północy, jak i dla siebie nawzajem. Inną podstawową różnicą kulturową pomiędzy tymi etnosami jest mobilność i obycie z morzem. Rolnicze ludy z Niziny Chińskiej i znad Rzeki Żółtej były osiadłe, a wody traktowały głównie jako zagrożenie. Ludy z południa są bardziej dynamiczne, chętnie zajmowały się handlem, żeglugą i niemal całość chińskich emigrantów w innych krajach wywodzi się z 3 położonych na południe od Szanghaju, nadmorskich prowincji (Zhejiang, Fujian, Guangdong). W 1975 r. spośród 920 mln populacji Chin, w miastach zamieszkiwała 1/5, a w r. 2011 przekroczyła 50% z 1340 mln. Dla wzrostu dobrobytu zastosowano politykę jednego dziecka, gdyż gospodarka nie nadążała za demografią. Nasiliło to jednak trend wywrócenia tradycyjnych wartości konfucjańskich (małżeństwo w Chinach), wymuszających szacunek dla starszych, gdyż jedynacy i jedynaczki będący oczkiem w głowie, stali się skłonni do większego indywidualizmu i egoizmu. Także urbanizacja rozerwała stare więzi społeczne i upowszechniła model małej rodziny. Rewolucja obyczajowa w Chinach, wzmocniona medialnym przekazem, przebiegła jeszcze gwałtowniej niż w Japonii czy Tajwanie. Wedle szacunków polityka ta ograniczyła populację dzisiejszych Chin o 300–400 mln. Przewiduje się, że w 2029 r. Chiny osiągną szczytowy poziom zaludnienia 1414 mln, który zacznie potem schodzić .
Dzięki umiarkowanej polityce fiskalnej, unikaniu dewaluacji swej waluty, utrudnianiu dostępu do inwestycji portfelowych, a przede wszystkim selektywnej polityce wobec kapitału zagranicznego, Chiny w małym stopniu ucierpiały z powodu kryzysu azjatyckiego (1997–98). Niewielkie perturbacje, takie jak zmniejszenie możliwości zbytu na rynkach dotkniętych kryzysem nie przeszkadzały Chinom w wykorzystaniu kryzysu dla wzmocnienia swojej roli w regionie, czemu sprzyjało osłabienie Japonii przez gospodarczą stagnację. Udzielono pożyczek Tajlandii i Indonezji, a przedsiębiorstwa chińskie wykupiły w krajach przeżywających recesję szereg przedsiębiorstw. Chiny stosują takie elementy polityki gospodarczej państwa, jak promocja, ale i selekcja bezpośrednich inwestycji zagranicznych, wspieranie eksportu oraz polityka dająca priorytet wzrostowi, a nie walce z inflacją. Deng aż do początku lat 90. utrzymywał, iż reformy nie oznaczają odchodzenia od socjalizmu, a nawet służą temu, co określał jako socjalizm o chińskich osobliwościach. Położył on nacisk na wyzwolenie sił wytwórczych. Z nadużyciami władze walczą za pomocą drakońskich metod, ale rezultaty są nikłe, m.in. dlatego, że same są często uwikłane w korupcję i klientelizm. Wzrastające nierówności majątkowe i nierówne szanse awansu społecznego wynikają nie tylko z liberalizacji rynku i strategii wzrostu gospodarczego, ale i specyficznej polityki społeczno-gospodarczej władz. Wprowadzono np. odpłatność za studia wyższe, a następnie także za naukę w szkołach średnich. Są one zróżnicowane, ale i tak stanowią potężną barierę dla wielu Chińczyków. Do tego dochodzi zróżnicowanie poziomu wyposażenia szkół w różnych regionach. Doniosłym i społecznie nabrzmiewającym problemem są rażące nierówności w dostępie do usług zdrowotnych oraz zróżnicowane regionalnie oddziaływanie skutków gwałtownie pogarszających się warunków ekologicznych o daleko idących konsekwencjach zdrowotnych.
Pouczone dobrym przykładem innych państw regionu, zwłaszcza Singapuru, a także złym przykładem ZSRR, Chiny od 1992 r. weszły na drogę kapitalizmu państwowego i otwarcia na zglobalizowaną gospodarkę. Twarzą tej polityki był premier Zhu Rongji (1998–2003), który wybrał 2000, potem 800, wreszcie już tylko 120 konglomeratów, które wspierane przez rząd mają stać się chińskimi markami przemysłowymi w skali światowej (Lenovo, Huawei, Haier, ZTE, TCL i inne). Na dzisiejszym etapie rozwoju Chin, z powodu rosnącego zanieczyszczenia miast, w 2016 r. władze ogłosiły program rozwoju elektromobilności. W 2018 r. każdy producent samochodów będzie musiał w sprzedaży osiągnąć minimum 8% udział aut elektrycznych (w 2020 – 12%). Niezrealizowanie założeń ma skutkować przymusowym ograniczeniem sprzedaży. Ponadto już sam wstęp na lukratywny rynek chiński jest obwarowany przymusem przeniesienia produkcji wraz z całym procesem technologicznym do Chin oraz wejścia w spółkę z chińską kompanią, która w dodatku ma zyskać dostęp do najnowszych wynalazków i patentów zagranicznego kontrahenta. Jednocześnie Chińczycy wycofują swe rezerwy walutowe z amerykańskich obligacji i zwielokrotniają inwestycje w krajach wysokorozwiniętych, co jednak nie przysparza tam stanowisk pracy, lecz sprowadza się w dużej mierze do wykupywania – ze wsparciem państwa – spółek z branży high tech i IT (spotkało to m.in. niemieckiego producenta robotów przemysłowych KUKA)     .
Polityka Chin wobec Afryki ogłoszona w 2003 roku opiera się na nieingerencji w sprawy wewnętrzne tamtejszych państw i współpracy bez stawiania warunków politycznych. Chińskim inwestycjom towarzyszą często programy rozbudowy infrastruktury (elektrownie, zapory wodne, szpitale, szkoły, porty morskie, osiedla mieszkalne). Prócz sektora surowcowego chińskie firmy inwestują w rolnictwo i przemysł przetwórczy. Wzorem międzynarodowych koncernów z całego świata, Chiny rozpoczęły na wszystkich kontynentach masowy wykup koncesji na użytkowanie ziemi (land grabbing). Inwestycje mają na celu przede wszystkim zysk dla Chin i zwykle są wykonywane przez chińskich wykonawców i przy użyciu chińskich materiałów. W Afryce wiążą się też z koniecznością sprowadzenia tam wykwalifikowanej siły roboczej z Azji. Znaczna część inwestowanego kapitału pozostaje więc w rękach chińskich. Obecnie w Afryce przebywa około 1,5 miliona chińskich pracowników. Najjaskrawiej ten model widoczny jest w Angoli, na którą przypada 1% chińskiej wymiany handlowej (z całą Afryką – 4%). Niebezpieczne dla krajów Afryki są pożyczki udzielane im na sprowadzenie towaru z państw–pożyczkodawców, którym napędza to produkcję, a dłużnika uzależnia. W Angoli, Beninie, DR Konga, Sudanie czy Gwinei Równikowej udział Chin w wymianie handlowej przekracza 25% (dla całej Afryki – 10%).
To wszystko ma zabezpieczyć Chinom dostęp do strategicznych surowców (obecnie Chiny w razie odcięcia od zewnętrznych źródeł energetycznych mogą przetrwać do 60 dni), jak i do szlaków morskich na Oceanie Indyjskim (baza wojskowa w Dżibuti). Możliwość wykorzystania taniej afrykańskiej siły roboczej, w przyszłości może stanowić o sile podtrzymującej dynamizm chińskiej gospodarki. Afrykańska młodzież jest objęta chińskim programem edukacyjnym i możliwością bezpłatnego studiowania w Chinach   .
Korporacjonizm oznacza współdziałanie władz z prywatnymi przedsiębiorcami, jednak w przypadku ChRL największym beneficjentem polityki zagranicznej są koncerny państwowe, które otrzymują najbardziej lukratywne kontrakty. Sektor surowców naturalnych oraz energetyczny jako strategiczne, są w Chinach pod ścisłą kontrolą władz. W 1998 roku skonsolidowano go w trzy przedsiębiorstwa państwowe: China National Offshore Oil Corporation (CNOOC), Sinopec i China National Petroleum Corporation (CNPC). Od 2010 r. model rozwoju oparto na: podtrzymywanym wzroście, konsumpcji wewnętrznej, budowie klasy średniej oraz społeczeństwa innowacyjnego i uniezależnionego od węgla. Władze zmierzają do budowy nowego jedwabnego szlaku, mającego uniezależnić to megapaństwo od szlaków morskich i do odtworzenia pozycji Chin sprzed epoki przemysłowej i wielkich odkryć geograficznych .